# Histoire de l'Autriche-Hongrie pendant la Première Guerre mondiale

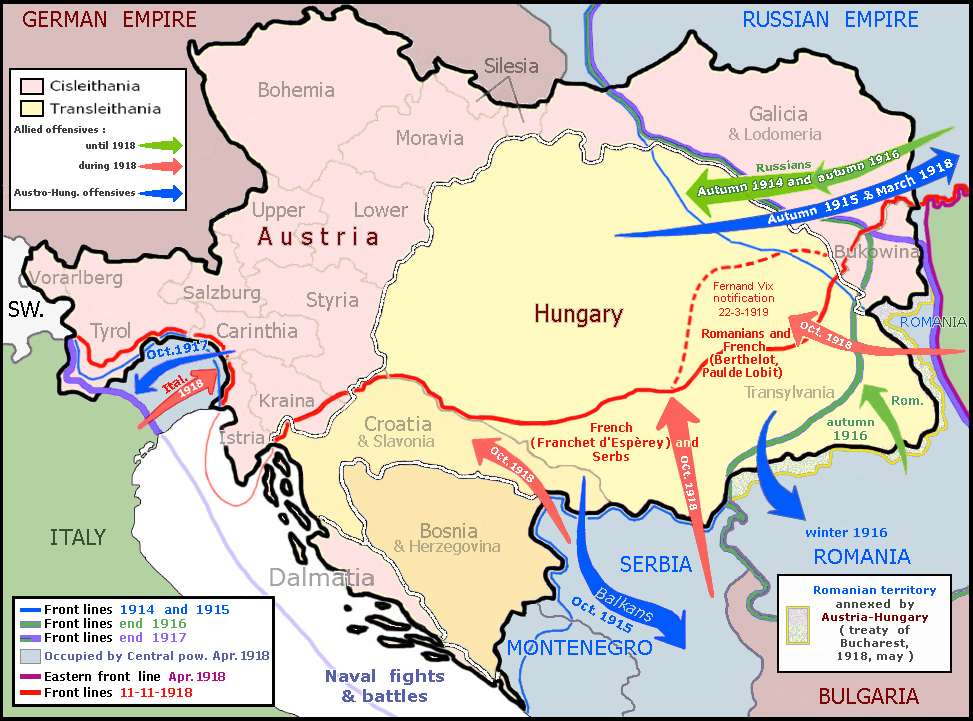
Carte diachronique de l'Autriche-Hongrie dans la Première Guerre mondiale.

Le 28 juillet 1914, l'Autriche-Hongrie entre en guerre, déclarant officiellement la guerre au royaume de Serbie, ce qui, par le jeu des alliances, plonge toute l'Europe dans le « troisième chapitre des guerres balkaniques ». Pendant plus de quatre années, la double monarchie est un acteur essentiel du conflit, dans un premier temps consentant, puis de plus en plus contraint de la guerre qui se déroule en Europe. Pensant soumettre rapidement la Serbie, les responsables austro-hongrois conduisent l'empire des Habsbourg dans un spirale aboutissant à sa dislocation à l'automne 1918, alors que les populations souffrent de la faim et que l'État se disloque. Soutenue par le Reich allemand, l'Autriche-Hongrie se trouve rapidement sous une tutelle allemande de plus en plus affirmée au fil de la guerre, privant la double monarchie de toute possibilité de sortie du conflit sans l'aval allemand. À l'automne 1918, alors que la situation intérieure rend de plus en plus ardue le maintien de la monarchie et de l'intégrité territoriale de l'État, deux défaites militaires, à Doiran en Macédoine, en septembre, et sur le Piave sur le front italien, en octobre, sonnent le glas de l'Autriche-Hongrie et marquent la fin du règne des Habsbourg qui dominaient l'Europe centrale depuis plus de quatre siècles.

## La double monarchie et la guerre

### La question des minorités du sud et du sud-est

#### Du point de vue austro-hongrois
Laissés de côté par le compromis austro-hongrois de 1867, qui ne reconnaît que deux États : l'Autriche et la Hongrie, et déçus par l'échec de l'austroslavisme et du trialisme, les Slaves et les Roumains de l'empire des Habsbourg tournent désormais leurs sympathies vers la Russie, la Roumanie ou la Serbie. La première est la plus puissante des trois, mais c'est la Serbie, État slave méridional des Balkans qui constitue, aux yeux des responsables austro-hongrois, le principal danger, à la fois pour la stabilité interne de l'Empire et comme obstacle à sa politique d'expansion balkanique. La Serbie et l'ancien royaume roumain constituent des pôles d'irrédentisme pour les Slaves du Sud et les Roumains de l'Autriche-Hongrie. Des allégories respectivement de la nation serbe et de la nation roumaine s'étalent dans un salon de réception du ministère de la Guerre de Belgrade et dans l'Athénée roumain de Bucarest. Ces fresques dressent l'inventaire des pays à population serbe devant s'unir à l'État serbe : la Voïvodine (population serbe en 1910 : 34%), la Dalmatie (39%) et près de la moitié de la Bosnie-Herzégovine (44% à 48%), et des pays à population roumaine devant s'unir à l'état roumain : Banat oriental (population roumaine en 1910 : 66%), Crishanie, Marmatie et Transylvanie (population roumaine en 1910 : 63%) et Bucovine (population roumaine en 1910 : 34%).

#### Du point de vue serbe et roumain
Dès la création du royaume, certains hommes politiques serbes et roumains, appuyés par de larges parties de la population de leurs royaumes, se donnent pour objectif de réunifier respectivement chacun de ces deux peuples en un État-nation élargi aux territoires austro-hongrois également peuplés de Serbes ou de Roumains. En dépit de cette situation, la Roumanie fait partie de la Triplice depuis le 30 octobre 1883 et un traité d'assistance est signé entre la Serbie et la double monarchie, mettant en place une alliance remise en cause à partir de 1903. Mais à partir de 1905-1906, les royaumes de Serbie et de Roumanie, appuyés par la France qui fournit les capitaux, s'émancipent progressivement de la tutelle autrichienne.
Au sein des populations slaves du Sud et roumaines de la double monarchie, un fort courant de sympathie envers les royaumes de Belgrade et de Bucarest apparaît, puis connaît un développement important ; le trialisme constitue un moyen de conserver ces populations à la double monarchie, mais les tenants de cette ligne politique se heurtent à l'opposition inflexible de la noblesse hongroise et sont rapidement débordés par les partisans d'un État yougoslave et d'un État roumain détachés de la tutelle des Habsbourg. Ainsi, le courant « yougoslaviste » progresse même parmi les Croates et les Slovènes.

### Les buts de guerre de la double monarchie et dans la double monarchie

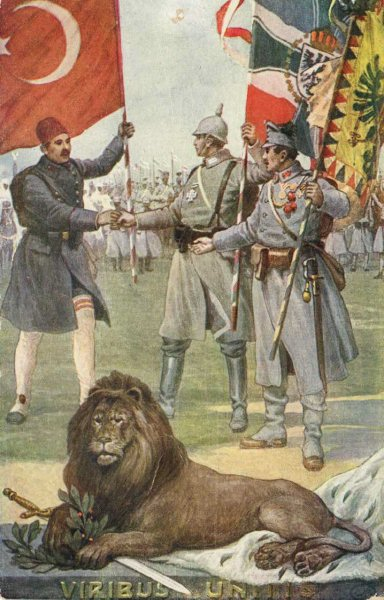
Carte postale de propagande : l'Autriche-Hongrie dans la Première Guerre mondiale (à droite, représentée par le drapeau impérial commun) ; l'Empire ottoman est à gauche, l'Empire allemand au milieu.

La double monarchie, fidèle second du Reich depuis l'alliance de 1879, joue, dans le conflit, le rôle d'un État en sursis car chez ses populations de langues et de cultures différentes, le respect pour l'Empire, dont l'unité n'est que dynastique, s'effritant au fil du conflit. Certains territoires de la monarchie sont convoités par ses adversaires, d'autres par ses alliés. De son côté, comme tous les pays engagés dans le conflit, la double monarchie souhaite renforcer sa cohésion et obtenir des avantages économiques en cas de paix victorieuse.

#### Buts de guerre austro-hongrois
L'Autriche-Hongrie entre dans la guerre pour protéger ses intérêts dans la péninsule des Balkans, ainsi que son existence, qu'elle voit menacée par la Russie, qui soutient les revendications serbes au nom du panslavisme. Les autorités et l'opinion publique austro-hongroises soupçonnent que les activités de l'organisation, « patriotique » ou « terroriste » selon les points de vue, de la « Main noire » ont le soutien secret du gouvernement serbe. En effet, pendant les années précédant la Grande guerre et surtout pendant les guerres balkaniques, la Main Noire infiltre les milieux militaires serbes sans que le gouvernement civil de Nikola Pašić n'ait les moyens de s'y opposer.
Après l'assassinat de l'archiduc François-Ferdinand le 28 juin 1914, plusieurs membres de la « Main Noire » sont interrogés par les autorités austro-hongroises qui découvrent que trois hommes en provenance de Serbie (Dragutin Dimitrijević, chef du service de renseignement de l'état-major serbe et dirigeant de l'organisation secrète la Main Noire, Milan Ciganović, et le major Voja Tankosić) sont les organisateurs de l'attentat. Le 25 juillet 1914, le gouvernement austro-hongrois demande au gouvernement serbe de faire arrêter ces hommes et de garantir que la propagande visant l'annexion des territoires de la double monarchie cesse.
L'ultimatum remis aux autorités serbes le 23 juillet permet de connaître les buts de guerre immédiats de la double monarchie durant les premières semaines du conflit : les responsables de la monarchie danubienne souhaitent placer le royaume de Serbie sous tutelle austro-hongroise dans le but de supprimer le danger à l'intégrité territoriale de la monarchie austro-hongroise, danger émanant des aspirations et des menées serbes.
À l'automne 1916, les différents alliés du Reich formulent leurs buts de guerre, et la double monarchie ne fait pas exception à cette démarche. Les victoires austro-allemandes de 1915, dans les Balkans et en Pologne, placent sous le contrôle du Reich et de ses alliés de vastes territoires, l'Albanie, la Serbie et la Pologne. Stephan Burián von Rajecz, ministre commun des affaires étrangères de la double monarchie, se fixe ainsi comme objectif d'assurer un « accroissement aussi considérable de puissance et de sécurité » à son pays.
Dans ce contexte, quelques mois plus tôt, le parlement de Budapest connaît une crise importante autour de la formulation des buts de guerre de la double monarchie : Mihály Károlyi, principal dirigeant du parti de l'indépendance, demande la tenue d'un large débat sur les buts de guerre poursuivis par la double monarchie dans le conflit ; opposé à l'alliance avec le Reich, il se heurte à la majorité des membres de son parti, emmenés par Albert Apponyi et ne parvient qu'à s'adjoindre qu'une vingtaine de députés. Ce groupe se trouve rapidement cantonné au rôle de contestation de la politique d'alliance avec le Reich et de partisan d'une paix de compromis.
Cependant, dès la fin de l'année 1915, sous la pression des dirigeants hongrois, les responsables de la double monarchie annoncent le souhait de ne pas annexer de vastes territoires, mais plutôt de placer les territoires convoités sous un strict contrôle politique et économique, notamment en installant et en soutenant des dirigeants nationaux favorables à l'influence austro-hongroise dans leur pays respectifs. En Serbie et au Monténégro, le ministre des affaires étrangères de la double monarchie, Stephan Burián von Rajecz, fixe comme objectif politique le remplacement de la dynastie des Karageorgévitch et propose un programme d'annexion très limité (quelques têtes de pont sur le Danube, une continuité territoriale avec l'Albanie, quelques positions menaçant la plaine littorale dalmate de la région de Cattaro, port de guerre austro-hongrois), mais insiste sur la stricte tutelle autrichienne sur les deux royaumes et sur le contrôle réel de l'Albanie, partagée avec la Grèce en échange de sa neutralité. De plus, la défaite roumaine aiguise les appétits austro-hongrois, mélange de concessions économiques et d'annexions limitées de sites stratégiques à la frontière austro-roumaine, mais le ministre des affaires étrangères semble ignorer les objectifs allemands sur « les milliards roumains », selon son propre mot, ces « milliards roumains » objet des convoitises concurrentes du Reich, comme les responsables austro-hongrois semblent ne pas prendre en considération les ambitions allemandes sur Valona.
De plus, au fil des mois qui suivent, les appétits austro-hongrois sur la Pologne, aiguisés de longue date, deviennent de plus en plus affirmés. Mais la réalité du contrôle de la double monarchie sur le pays échappe à cette dernière, en dépit de la dévolution de la couronne du royaume ressuscité à l’archiduc Charles-Étienne. En effet, le gouvernement du Reich met en place une politique de contrôle strict de ce nouvel État. Ainsi, les conditions proposées par le Reich en vue de l'octroi de la couronne polonaise à un prince des Habsbourg ne laissent aux diplomates austro-hongrois aucune illusion sur la nature du contrôle austro-hongrois des territoires polonais : Burian, ministre commun des affaires étrangères, n'est pas dupe, en affirmant que la Pologne étroitement contrôlée par le Reich serait annexée de fait, puis de droit par la Prusse.
Au cours de l'année 1917, les responsables austro-hongrois délaissent officiellement la Pologne, agrandie de la Galicie, au profit du Reich, à la condition que la Roumanie soit placée dans la sphère d'influence autrichienne. Lors de ces négociations, les responsables de la double monarchie se déclarent ainsi prêts à céder Trente à l'Italie en échange d'un accroissement territorial en Roumanie, ce que les Allemands refusent en raison de leur politique de mise sous tutelle économique de la Roumanie.

#### Buts de guerre allemands en Autriche-Hongrie et leur réalisation
Par ailleurs, la position de la double monarchie rend indispensable aux yeux des classes dirigeantes du Reich sa mise sous tutelle au profit de ce dernier. Ce dernier aspire à la réalisation d'un vaste ensemble continental apte à rivaliser avec les puissances mondiales, la Mitteleuropa, qui doit prendre d'abord la forme d'un ensemble douanier, que ce soit une union ou une fédération douanière, puis d'une union politique, à long terme.
Ainsi, désireux de mettre en place ce bloc douanier continental destiné à donner au Reich les moyens de mener une politique mondiale de grande ampleur, les responsables politiques du Reich souhaitent la mise en place d'un lien organique permanent entre le Reich et la double monarchie. Ce lien doit se matérialiser par des accords, politiques, économiques et militaires.
Ainsi, en novembre 1915, les responsables allemands proposent l'ouverture de négociations sur une union économique avec l'empire des Habsbourg, union calquée sur le modèle du Zollverein. Cependant, les modalités pratiques de la mise en place de cette union économique divise les milieux gouvernementaux allemands : certains, notamment le chancelier Bethmann-Hollweg, se montrent favorables à une union douanière intégrale, étendue à l'ensemble des États de la Mitteleuropa, d'autres défendent la mise en place d'une fédération douanière, d'autres enfin, surtout représentés parmi les responsables prussiens, défendent la mise en place d'accords commerciaux bilatéraux entre le Reich et l'ensemble des États de la Mitteleuropa, dont l'Autriche-Hongrie. Lors de ces négociations, doivent être abordés les problèmes posés par les voies de communication, notamment le raccordement des réseaux de voies ferrées et de voies fluviales. Un an plus tard, ces pourparlers n'ont pas débouché sur un accord tangible.
Cependant, le Reich tente de lier ces accords à la mise en place d'une solution austro-polonaise, c'est-à-dire l'élection d'un Habsbourg sur le trône de Pologne, certains dans le Reich proposant même, en échange de l'annexion de la Pologne par la monarchie des Habsbourg, l'annexion par le Reich de la Cisleithanie, la Galicie étant octroyée au nouveau royaume.
Dans les faits, en mai 1918, à Spa, le Reich se donne les moyens de réaliser l'ensemble de ses objectifs dans la double monarchie épuisée par quatre années de conflit : les responsables du Reich obtiennent de l'empereur Charles Ier la signature de trois traités liant durablement les deux empires. Au terme de ces traités, l'Autriche-Hongrie est placée sous la stricte tutelle du Reich par une alliance politique étroite, par la constitution d'un Waffenbund, sur le modèle de celui liant les États fédérés du Reich, et par la constitution d'une union douanière entre le Reich et la double monarchie, dont la réalisation pratique est confiée à des commissions techniques, qui se réunissent à Salzbourg entre juillet et octobre 1918.
De plus, le Reich ne se contente pas d'espérer conquérir des positions politiques et économiques dans la double monarchie ; les responsables gouvernementaux allemands fixent également, dans le cadre des négociations avec les États alliés ou neutres, les buts de guerre assignés à la double monarchie. Ainsi, en décembre 1916, une note allemande destinée au président Wilson expose ce que doivent être les buts de guerre de la double monarchie dans le conflit en cours : la double monarchie se serait fixé comme objectif des modifications de frontière aux dépens de la Serbie, du Monténégro et de la Roumanie, sans plus de précision.
Enfin, à partir du milieu de janvier 1917, les Alliés sont tout à fait conscients des divergences dans les buts de guerre allemands et austro-hongrois. Cette divergence s'accentue au fil des mois, et est clairement visible lors des conférences austro-allemandes du mois de mars 1917.

#### Buts de guerre alliés visant l'Autriche-Hongrie

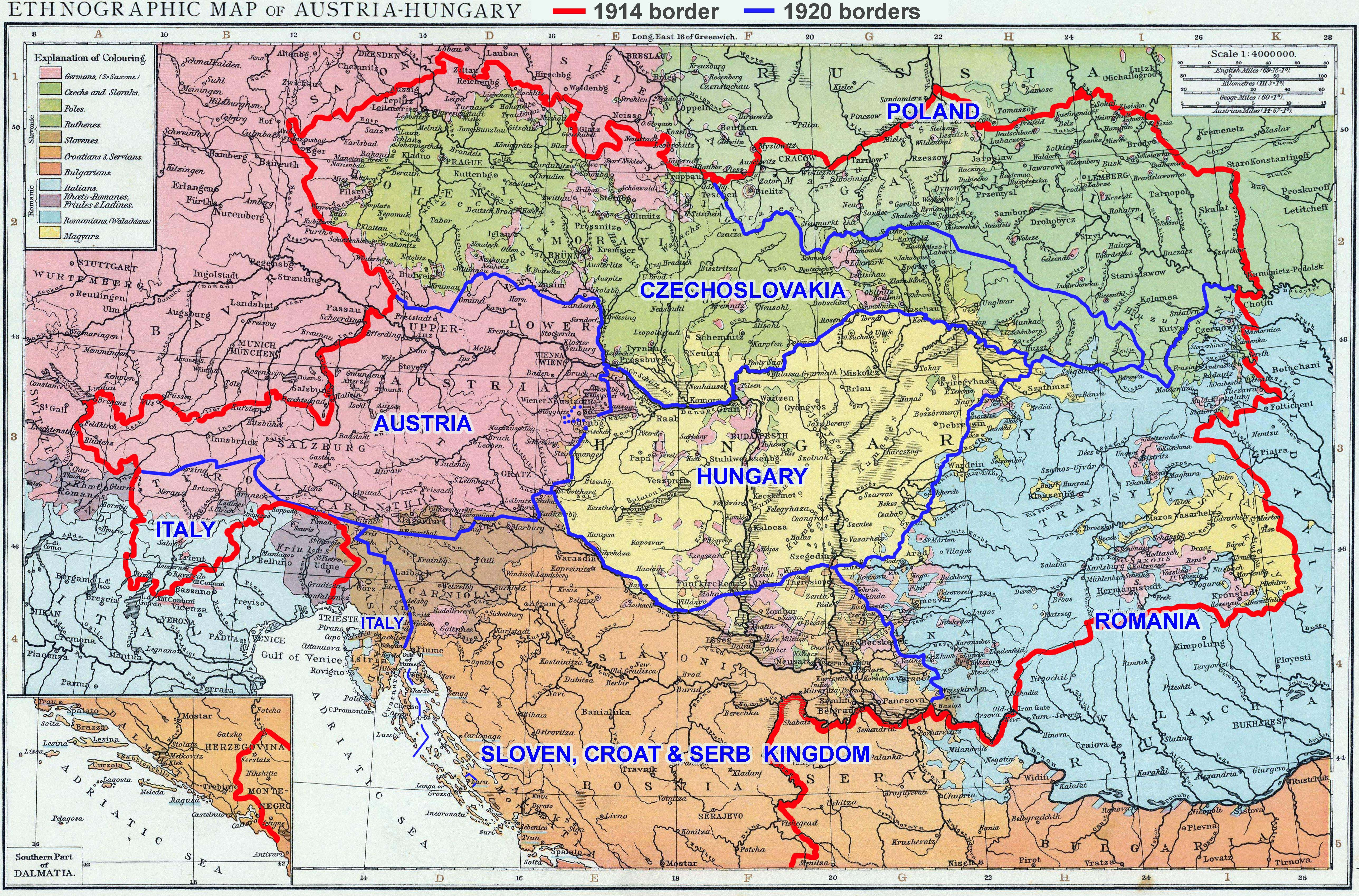
Carte de l'Autriche-Hongrie en 1914 avec les zones linguistiques selon le recensement de 1890, avec les frontières de 1914 (rouge) et celles proposées en 1919 (bleu) lors des discussions du traité de Trianon.

L'empire des Habsbourg, par son caractère multinational, est une mosaïque de peuples, regardant pour certaines d'entre eux vers les États voisins : les Italiens du Trentin, d'Istrie et de Dalmatie aspirent à être intégrés à l'Italie voisine, les Serbes d'Autriche-Hongrie aspirent à rejoindre le royaume de Serbie, les Roumains de Hongrie orientale et de Bucovine aspirent à intégrer le royaume de Roumanie, tandis que les Tchèques, ignorés au début du conflit, trouvent progressivement des soutiens aussi bien de la Russie que de la France et du Royaume-Uni.
Le royaume de Serbie est en effet le premier à exposer ses revendications territoriales, souhaitant annexer plusieurs régions de la double monarchie peuplées de Serbes ; ainsi le contexte de l'entrée en guerre permet au parti radical, alors au pouvoir en Serbie, d'exposer les objectifs qu'il assigne au conflit : Nikola Pašić définit le 4, puis le 24 septembre 1914, le programme d'expansion territorial serbe, validé par des scientifiques serbes, en Croatie, en Bosnie-Herzégovine et en Carinthie. La présence de nombreuses populations slaves du Sud aussi bien dans la partie proprement autrichienne de l'empire que dans la partie hongroise et le condominium de Bosnie-Herzégovine incite en effet les propagandistes et les nationalistes du royaume de Serbie à formuler des revendications sur les régions méridionales de l'empire des Habsbourg, dans le cadre de la déclaration de Niš du 7 décembre 1914. Cependant, dans un premier temps, les Serbes n'aspirent pas encore à la mise en place d'un État des Slovènes, Croates et Serbes mais seulement à agrandir vers le Nord-Ouest le royaume de Serbie, permettant ainsi la réunification des seuls Serbes sous un seul sceptre.
Le 20 juillet 1917, lors d'une conférence organisée à Corfou par le président du conseil serbe, Nikola Pašić, les principaux représentants politiques exilés des populations slaves du Sud d'Autriche-Hongrie déclarent souhaiter la mise en place d'un État des Serbes, des Croates et des Slovènes sous le sceptre de la dynastie régnante à Belgrade. Ce programme suscite néanmoins de fortes réserves de la part des représentants britanniques et italiens, parce que les premiers caressent encore l'espoir d'une paix séparée avec la double monarchie (vue comme un facteur de stabilité en Europe centrale), les seconds parce qu'un état Slave du Sud puissant ferait obstacle à l'irrédentisme italien en Istrie et sur les côtes dalmates de l'Adriatique.
L'Italie, neutre le 3 août 1914, avait fait savoir à la Russie son souhait de connaître ce que l'Entente serait prête à concéder pour qu'elle entre en guerre contre les puissances centrales, même si Sidney Sonnino se montre favorable au maintien des liens avec la double monarchie. Antonio Salandra, président du Conseil à partir de mars 1914 avait tenté de faire monter les enchères auprès de la double monarchie, Sonnino avait réclamé « le Trentin et quelque chose d'autre ». Des alliés, il obtient Trente et le Trentin, Trieste et un territoire en Albanie autour de Valona, stratégique pour Rome, ; de la double monarchie, les responsables italiens obtiennent une compensation pour les accroissements de la puissance austro-hongroise dans les Balkans, sous la forme de Trente, tandis que les représentants slaves du Sud, sous l'influence d'un représentant du gouvernement russe, s'opposent à la cession à l'Italie de Trieste et de l'Istrie. Au cours des négociations entre la Duplice et Rome, les négociateurs italiens prennent rapidement conscience que les concessions obtenues de la double monarchie seront toujours en deçà des propositions alliées : en effet, les responsables austro-hongrois ne peuvent pas accepter de céder les comtés de Görz et de Gradisca, ni de laisser à l'Italie le contrôle de Trieste, de Pola et les îles dalmates.
L'Empire russe ne réclame, dans les territoires austro-hongrois, que la Galicie pour agrandir le royaume du Congrès : il aspire surtout à un regain d'influence, par le truchement d'un royaume yougoslave fort, réunissant tous les Slaves du Sud d'Autriche-Hongrie, de Serbie et du Monténégro.
Au Sud-Est, les responsables roumains exposent, lors de l'entrée en guerre de leur pays en août 1916 aux côtés des Alliés, les buts qu'ils espèrent atteindre par une victoire des Alliés : le rattachement des provinces austro-hongroises à majorité roumaine de Transylvanie, du Banat oriental, du Körösvidék oriental (Crisana) et la Bucovine, promesses consignées par le Traité de Bucarest.
Dans les premières années du conflit, ni les Britanniques, ni les Français n'envisagent un démembrement de l'Autriche-Hongrie. Les dirigeants britanniques estiment que le maintien de l'empire sous la forme d'une fédération démocratique contribuerait à la stabilité de l'Europe centrale et éviterait un éclatement en petits États qui seraient des proies faciles pour l'impérialisme allemand. Les médiocres performances de l'armée italienne, en particulier la lourde défaite de Caporetto en octobre-novembre 1917, amènent Lloyd George à reconsidérer les promesses faites aux Italiens car, dit-il, « on ne peut pas attendre de nos soldats qu’ils se battent pour réaliser le projet d’une grande Italie » : Londres envisage alors assez favorablement une paix séparée avec Vienne. Cependant, Georges Clemenceau, devenu chef du gouvernement français en novembre 1917, adopte une attitude intransigeante et s'oppose à toute paix de compromis : pour compenser la défection de la Russie après la révolution bolchevique, il mise de plus en plus sur un soutien aux revendications nationales des Polonais, des Slaves du Sud et des autres minorités. Le 27 décembre 1917, Stephen Pichon, ministre français des Affaires étrangères, prononce à la Chambre des députés un discours plaçant au centre de la politique française le soutien aux « nationalités opprimées » et la loyauté envers les alliés serbes et roumains. Le 5 janvier 1918, Lloyd George, s'adressant au Congrès des syndicats britanniques, doit rappeler que le démantèlement de l'Autriche-Hongrie ne fait pas partie de ses buts de guerre et que les revendications italiennes devraient se limiter aux provinces italophones.

### Le déclenchement de la conflagration

#### La crise de juillet
Dans un contexte marqué par un bras de fer entre le pouvoir civil et les militaires dans le royaume de Serbie, des sujets austro-hongrois, membres du mouvement jeune Bosnie et soutenus par les cercles nationalistes serbes, assassinent l'archiduc héritier de l'Autriche-Hongrie.
Le 27 juillet, les ordres de mobilisation touchent également les militaires austro-hongrois qui assurent la présence de la double monarchie en Chine ; un cinquième d'entre eux doivent rentrer en Europe par leurs propres moyens,.

#### Les déclarations de guerre
Dans le contexte institutionnel de la monarchie, les responsables politiques des diverses communautés linguistiques expriment diversement leur soutien à l'entrée de la double monarchie dans le conflit. Ainsi, les responsables slovènes soutiennent alors la politique austro-hongroise.
Cependant, devant la réponse serbe à l'ultimatum du 23 juillet, discutant divers points de la note austro-hongroise remise le 23 juillet, le gouvernement de Vienne déclare rompues les relations diplomatiques entre la Serbie et la double monarchie.

## La double monarchie dans le conflit

### Une guerre sur plusieurs fronts
La perspective d'une guerre sur plusieurs fronts crée pour le commandement austro-hongrois des contraintes spécifiques, qu'il va globalement être capable de relever au cours du conflit. En effet, lancée dans un premier temps sur un seul front, le front austro-serbe, la guerre s'étend rapidement à deux, puis trois, puis quatre fronts, empêchant la double monarchie de regrouper ses forces pour acquérir seule la supériorité absolue sur un point donné, afin de remporter la victoire sur ce front.

#### Plans de guerre austro-hongrois et allemands
Dans le contexte de la Duplice, puis de la Triplice, les états-majors de chaque membre de l'alliance sont censés se concerter en vue de l'élaboration de plans de guerre communs, sinon complémentaires. Or les textes régissant la Duplice ne fournissent qu'un cadre assez vague, préjudiciable à la conduite d'une guerre moderne de coalition : les plans de guerre n'ont pas été bâtis en concertation, chaque armée conserve ses propres spécificités (notamment en matière d'armement).
Or dans les années précédant immédiatement le conflit, les responsables militaires allemands et austro-hongrois se consultent, mais sont incapables de coordonner leurs forces armées en cas de guerre sur plusieurs fronts : cette absence de concertation mène les Allemands à confier aux 41 divisions austro-hongroises déployées sur le front de l'Est la tenue de l'essentiel du front dans les premières semaines du conflit (durant lesquelles la France est censée être rapidement écrasée), et incite les militaires austro-hongrois à confier aux unités allemandes le soin de supporter l'essentiel de l'attaque russe tandis que le gros des armées de la double monarchie écrase l'armée serbe ,.
De plus, ajoutées à cette absence de concertation, les généraux austro-hongrois doivent être en mesure de déployer sur des fronts éloignés les uns des autres des armées nombreuses: tandis que le groupe principal doit être déployé contre la Russie, trois corps d'armée sont déployés contre la Serbie ou l'Italie; en fonction de la principale menace, un troisième groupe, cantonné à l'intérieur de la double monarchie irait renforcer soit le front des Balkans, soit le front russe. Dans ce contexte, les officiers autrichiens doivent savoir faire preuve d'un grand savoir-faire dans le transfert des unités d'un bout à l'autre de la double monarchie.
Cette absence de concertation est visible en 1915 durant la campagne de Serbie. Certes, cette campagne est le résultat de la coordination d'unités austro-hongroises et allemandes venues du Danube, d'une part, et d'unités bulgares, venues de Macédoine bulgare de l'autre, mais la résistance serbe oblige les Allemands à demander des renforts à leur allié austro-hongrois, catégoriquement refusés par l'état-major de la double monarchie, les unités austro-hongroises devant être prélevées sur le front italien.

#### Le front des Balkans

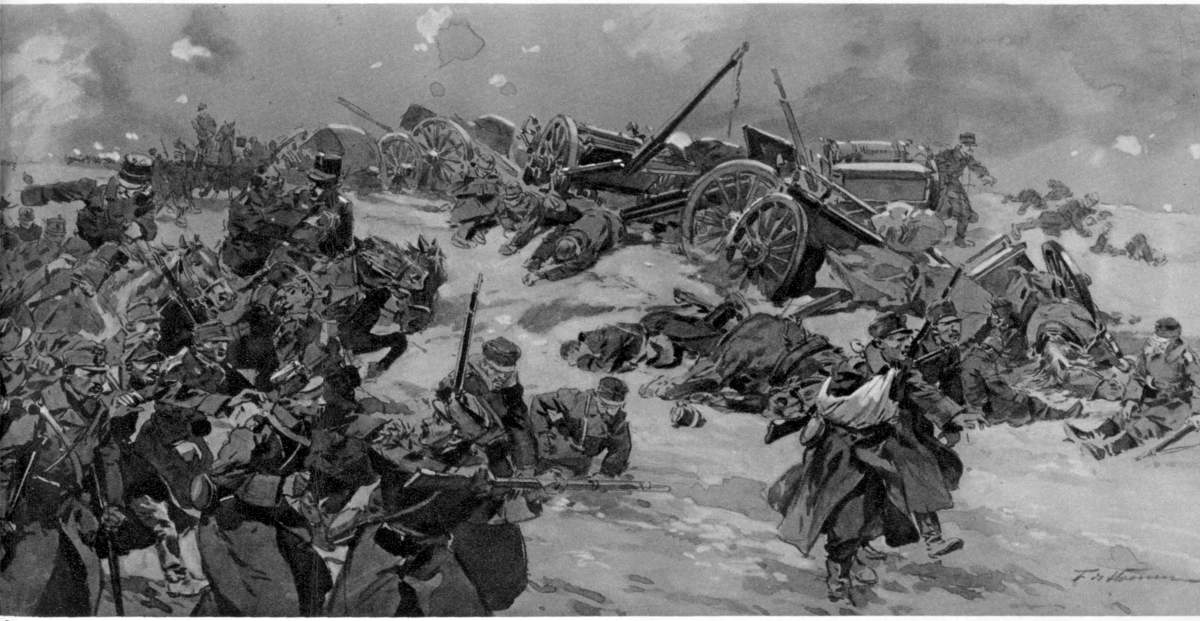
Débâcle des troupes austro-hongroises en Serbie, dessin de Frédéric de Haenen, décembre 1914.

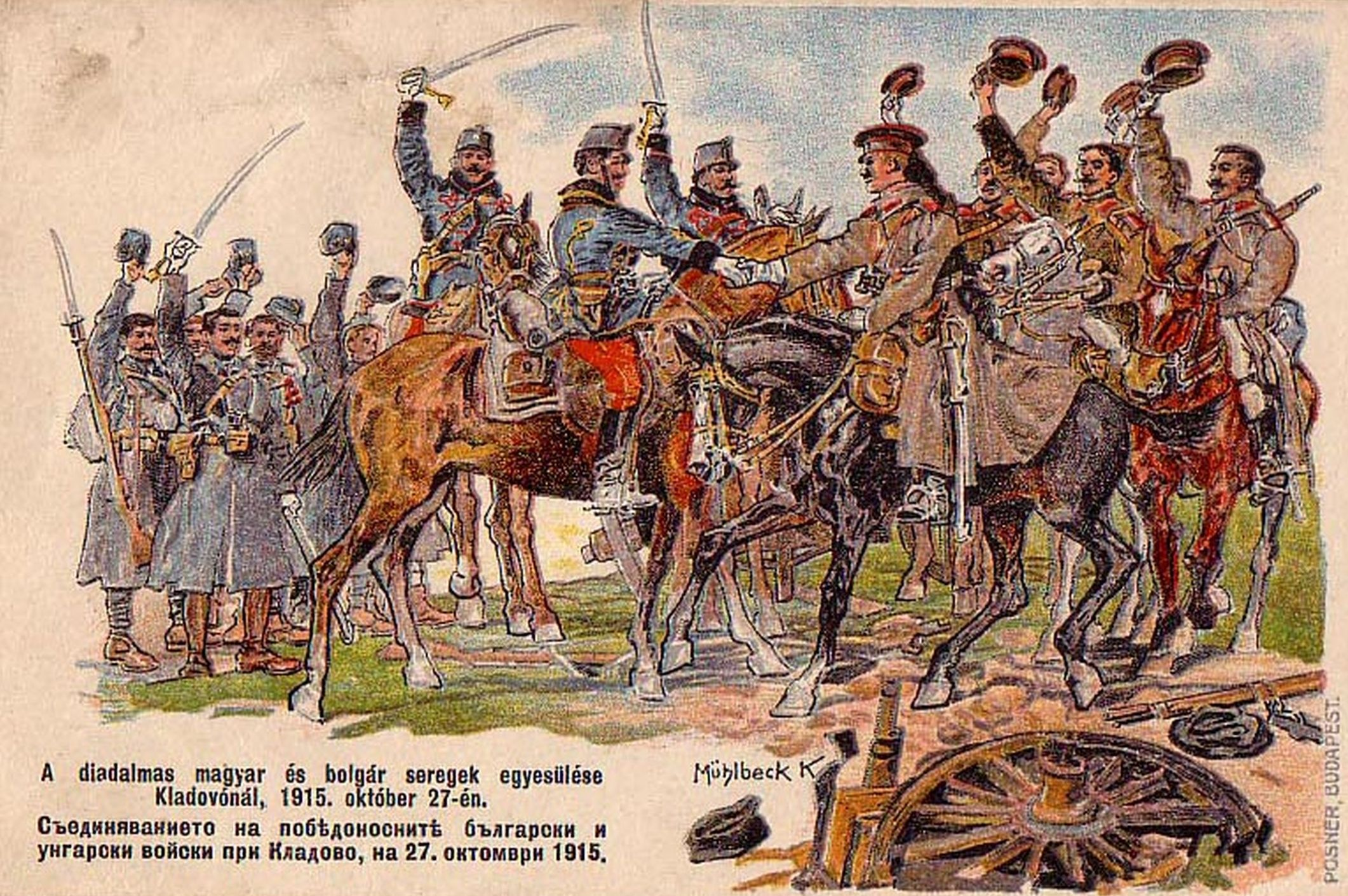
Jonction entre les forces hongroises et bulgares à Kladovo en Serbie, le 27 octobre 1915 guerre mondiale, image de propagande austro-hongroise et bulgare.

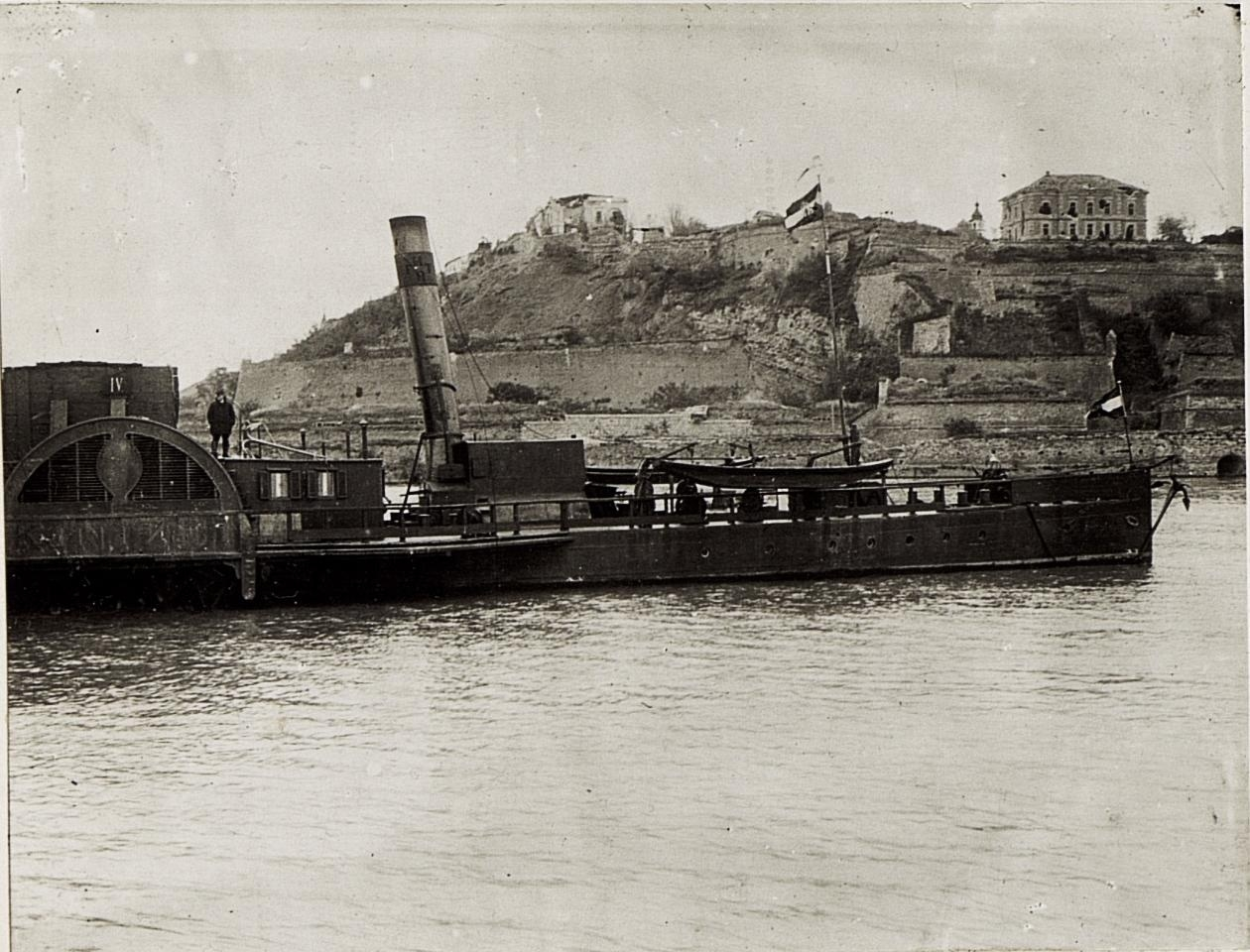
Canonnière austro-hongroise devant la citadelle de Belgrade après la prise de la ville

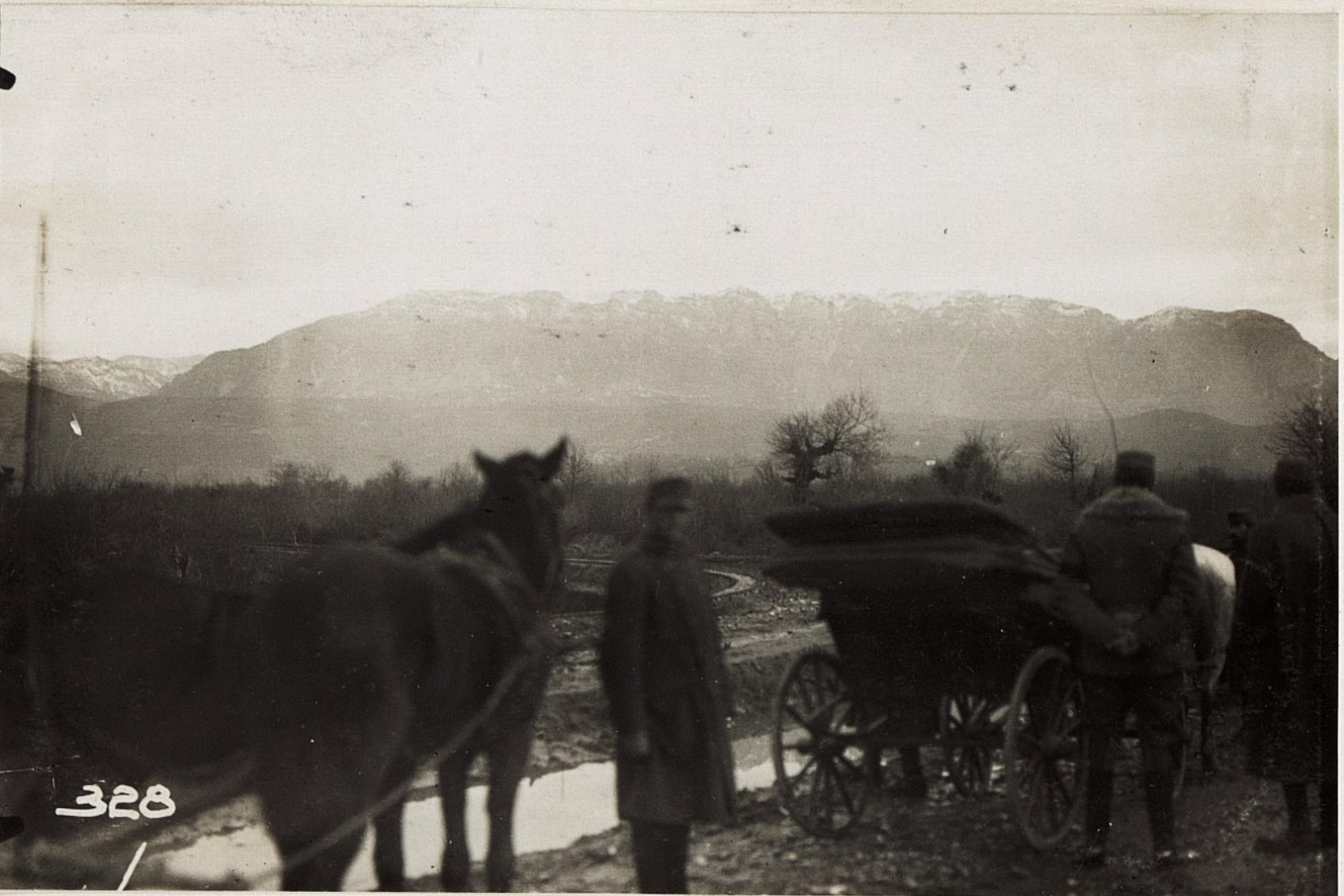
Soldat austro-hongrois conduisant une carriole près de Krujë, Albanie, v.1917.

Dans les Balkans, l'armée austro-hongroise affronte les troupes serbes et monténégrines seule jusqu'à l'intervention bulgare à l'automne 1915. Une opération combinée des troupes austro-hongroises et bulgares, renforcées d'unités allemandes, repousse alors le front serbe au sud de la Macédoine serbe à la fin de l'année 1915, occupant ainsi presque toute la Serbie et entrant en Grèce. Les Alliés organisent alors un front autour de la ville grecque de Thessalonique, contenu par des unités allemandes, austro-hongroises, bulgares et turques. Une partie de l'armée serbe traverse l'Albanie et se réfugie à Corfou, en Grèce.
En août 1914, face aux 300 000 soldats aguerris de l'armée serbe, les responsables militaires austro-hongrois mettent en ligne trois puis deux armées, confiées à Oskar Potiorek, soit 240 000 puis 140 000.
En dépit de succès initiaux (entrée en Serbie) les unités austro-hongroises se font battre à deux reprises, le 17 août au Mont Cer et le 21 à Jadar. À la suite de ces victoires, des offensives serbo-monténégrine sont lancées en Syrmie à partir du 4 septembre et en Bosnie-Herzégovine, stoppée à proximité de Sarajevo au milieu du mois d'octobre.
Mais l'armée serbe manque de moyens pour exploiter ces victoires, et les troupes austro-hongroises parviennent à occuper temporairement Belgrade le 29 novembre 1914 ; elles sont cependant rapidement repoussées par les contre-offensives serbes et doivent abandonner la capitale serbe le 15 décembre.
Dans les mois qui suivent, le front serbe se fige, tandis que le Pacte de Londres avec l'Italie et les négociations avec la Bulgarie entament la confiance entre la Serbie et les Alliés occidentaux.
C'est à l'automne 1915, lors de l'entrée en guerre de la Bulgarie aux côtés des puissances centrales, que ce front redevient actif. Élaborée par des stratèges austro-hongrois, mais confiée à un commandant allemand (à la demande des Bulgares), l'opération est menée conjointement par une armée constituée de 10 divisions, 6 allemandes et 4 austro-hongroises à laquelle s'ajoutent huit divisions bulgares.
L'offensive austro-allemande écrase les défenses serbes dès les premières heures de l'attaque, le pilonnage massif des positions serbes ayant réduit au silence l'artillerie serbe. La rupture est obtenue au terme de trois jours de combats, le 9 octobre 1915. Après la capitulation du Monténégro, au début de l'année 1916, Conrad, chef d'état-major austro-hongrois, lance ses troupes en Albanie, afin de prendre au piège les Serbes qui retraitent. Scutari est ainsi occupée le 21 janvier 1916, Saint-Jean de Medua, le 24, Durazzo le 28.
La débâcle serbe rend la situation du petit royaume extrêmement périlleuse. En effet, encerclé par les forces germano-austro-hongroises sur trois côtés, l'armée du royaume est balayée en quelques jours au début du mois de janvier 1916, à la suite d'une attaque de l'armée austro-hongroise de Dalmatie contre le Mont Lovcen, principale position militaire du royaume contre les incursions austro-hongroises : attaquées le 8 janvier 1916, les positions monténégrines cèdent le 10, le pays capitule le 16 janvier, contre l'avis des militaires, alors que le roi Nicolas s'est réfugié en Italie le 22 janvier.
Dans la lancée de l'occupation de la Serbie, Conrad propose de lancer une offensive contre les positions alliées autour de Salonique, mais le Reich se désintéressant de ce front, l'offensive planifiée est ajournée, puis définitivement abandonnée en mars 1916. Le front se stabilise alors jusqu'à l'offensive déclenchée au mois de septembre 1918.
La Serbie écrasée, la péninsule balkanique en grande partie occupée, l'entrée en guerre de la Roumanie aux côtés des Alliés oblige les militaires austro-hongrois à ouvrir un nouveau front dans le Sud-Est de leur Empire, sur le Danube et dans les Carpates, et à former une armée de 25 000 hommes, épaulés par quelques unités d'artillerie. Face aux 25 000 soldats austro-hongrois, les généraux roumains déploient 200 000 soldats, rapidement victorieux à la fin du mois d'août 1916, ce qui sème la panique en Hongrie. Ces succès sont de courte durée, car la Roumanie est rapidement attaquée à revers par les troupes Bulgares, puis au mois d'octobre, par des troupes austro-hongroises rameutées des autres fronts. La lourde défaite de Tutrakan face aux Germano-Bulgares plonge la Roumanie dans la même situation que la Serbie : elle est presque entièrement occupée par les Empires centraux et la Bulgarie.

#### Le front de l'Est

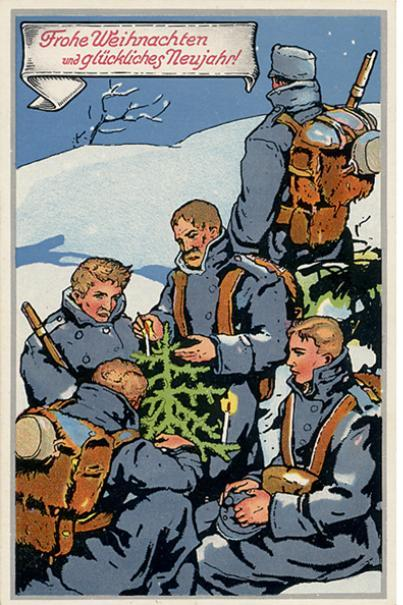
« Joyeux Noël et bonne année » : image de propagande, 1914.

Engagés dès le milieu du mois d’août 1914, les combats sur le front de l'Est mettent aux prises, sur le front austro-russe, 500 000 soldats austro-hongrois et 1 500 000 soldats russes ; pour faire face à des troupes beaucoup plus nombreuses que les leurs, les généraux autrichiens déploient des trésors d'ingéniosité, utilisant au maximum les capacités des services de renseignement militaire, constamment renforcées au fil des mois, et du réseau de communications, utilisé avec maîtrise par les généraux austro-hongrois.
Après des succès initiaux en Galicie lors des batailles de Krasnik et de Komarów, les troupes de la double monarchie, en difficulté sur le front serbe, doivent rapidement reculer et abandonner, après la défaite de Lwów, la quasi-totalité de la Galicie. Seule la forteresse de Przemyśl, encerclée, résiste jusqu'en avril 1915. L'avance russe, au grand effroi des populations de la double monarchie, est arrêtée pendant l'hiver 1914-1915 lors de la Bataille des Carpates que Conrad, le chef d'état-major austro-hongrois, a mises en état de défense.
Au mois de mai 1915, épaulées par les unités allemandes prélevées du front de l'Ouest et commandées par August von Mackensen, l'armée austro-hongroise rompt le front russe par une attaque massive sur les lignes de communication russe : la victoire n'est cependant pas complète, les troupes russes ayant disposé du temps pour organiser une défense habile, leur donnant la possibilité de se retirer, mais le Grand Recul russe permet à l'Autriche-Hongrie de reconquérir la Galicie et la Bucovine. En septembre 1915, le front austro-hongrois est rompu par une offensive russe en Volhynie, arrêtée grâce à un concours massif d'unités allemandes amalgamées au sein de la 4e armée austro-hongroise, placée sous commandement allemand.
Une attaque russe de grande envergure est lancée une année plus tard, le 4 juin 1916, contre les positions austro-allemandes en Galicie. L'offensive Broussilov, au départ conçue comme une offensive de dégagement, devient rapidement une grande offensive de rupture : les succès russes incitent quelques unités tchèques à passer du côté des Russes, formant le noyau des légions tchécoslovaques. Dans un premier temps, jusqu'au milieu du mois d’août, les puissances centrales sont incapables d'opposer une résistance efficace aux troupes russes qui avancent : deux armées autrichiennes doivent se replier en catastrophe, abandonnant de vastes portions de territoires, malgré de furieuses contre-attaques allemandes et l'envoi de divisions prélevées sur d'autres fronts. Au milieu du mois d’août, l'offensive russe s'épuise devant les positions fortifiées des Carpates soutenues par une solide aviation austro-allemande. L'impasse du conflit à l'Est débouche sur un processus de dissolution de la Russie, hors d'état de reprendre l'offensive jusqu'au gouvernement provisoire de Kerenski, à partir du 15 mai : ce dernier, ministre de la guerre, décide une nouvelle grande offensive de rupture du front autrichien en Galicie : d'abord couronnée de succès, elle échoue devant la réaction allemande. En effet, le 19 juillet 1917, la contre-offensive austro-allemande libère totalement la Galicie de l'occupation russe, bénéficiant des nombreuses désertions qui frappent les forces armées russes.
Géographiquement articulé au Front russe, un nouveau front est ouvert par la Roumanie en septembre 1916. En dépit des menaces d'Ottokar Czernin, alors ambassadeur austro-hongrois à Bucarest, des négociations avec les Alliés sont menées et conclues au début de l'été 1916, un traité d'alliance préparé, un plan d'intervention décidé. Mais, tenu en échec, ce plan entraîne une réaction des puissances centrales, dans laquelle la double monarchie engage des unités de la 1re armée austro-hongroise basées en Transylvanie, ainsi que la flottille du Danube. Un plan d'invasion est conçu par Conrad, qui a su organiser la résistance à l'offensive roumaine quelques semaines auparavant.

#### Le front italien

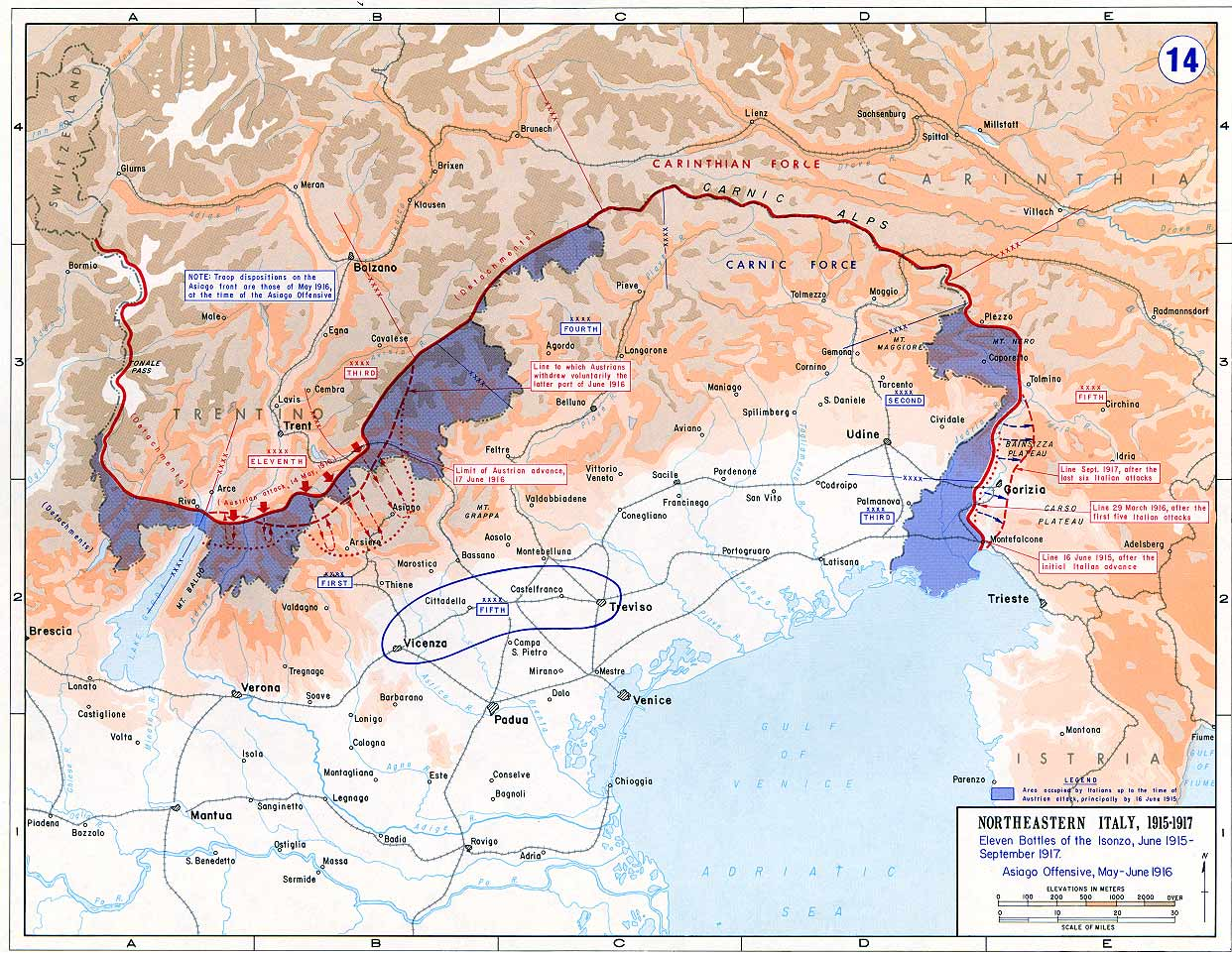
Front italien jusqu'en 1917

Envisagée dès le déclenchement des hostilités par le gouvernement austro-hongrois, l'intervention italienne dans le conflit ne constitue donc pas une surprise pour les militaires austro-hongrois, qui bénéficient de solides positions défensives dans le cadre d'une guerre dans les Alpes, permettant à l'état-major de ne distraire que deux divisions du front de l'Est pour ce nouveau front pour résister victorieusement aux deux premières offensives italiennes.
Dès la déclaration de guerre italienne à la double monarchie, l'Italie fait l'objet de la rancœur des responsables politiques et de la population austro-hongrois, l'intervention italienne aux côtés de l'Entente rappelant aux Autrichiens les rivalités austro-italiennes depuis le Printemps des Peuples.
Confié au Croate Svétozar Boroević, le front italien est tenu par des troupes rassemblées à la hâte; cependant, même rassemblées dans l'improvisation, les troupes positionnées sur le front des Alpes, composées en majorité de Slaves du Sud, se battent avec entrain. L'hiver 1915-1916 voit une forme de suspension des combats, rendus difficiles par les conditions climatiques des Alpes en hiver.
En mai 1916, les Austro-hongrois lancent une offensive du rupture, sur le modèle de l'attaque allemande à Verdun. Cette offensive, lancée dans le Haut-Adige, se soldent par des avancées, mais les conditions spécifiques de la guerre dans les Alpes ralentissent l'exploitation de la percée, qui piétine rapidement.
En 1918, à l'automne, c'est une attaque italienne, soigneusement préparée par Badoglio et Cardona, et brillamment exécutée qui porte le coup de grâce à une armée austro-hongroise épuisée. Cependant, ce n'est qu'au terme de plusieurs journées de combat, et à la faveur d'une décision unilatérale du gouvernement royal hongrois, que la percée en obtenue. Ensuite, lors de cette offensive de rupture, les forces italiennes, rééquipées par les Alliés, exploitent la percée, transformant chaque jour la retraite austro-hongroise, qui se fait en bon ordre les premières journées, en déroute consommée, le front étant abandonné par les unités hongroises de la double monarchie : ces dernières sont redéployées contre les Roumains ou l'Armée d'Orient, sur ordre du gouvernement de Budapest,.

#### Autres fronts

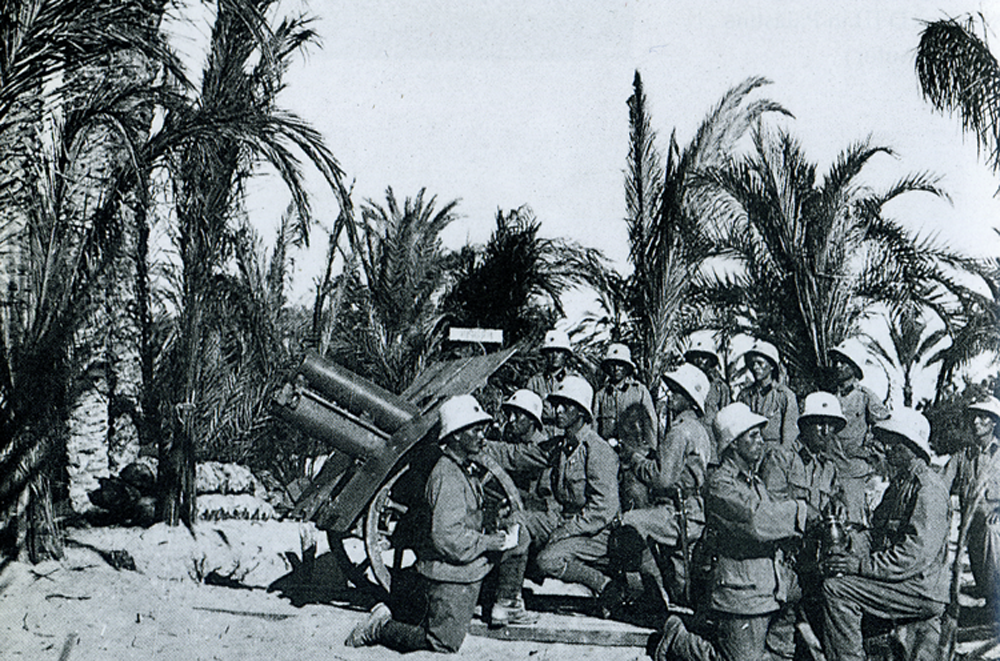
Artilleurs austro-hongrois maniant un mortier de montagne de 149 mm en Palestine, 1916.

Rapidement, dans le cadre de l'alliance militaire avec le Reich, l'armée de la double monarchie se trouve engagée sur l'ensemble des fronts ouverts lors du déclenchement de la guerre en août 1914. Cependant, cet engagement, réel, demeure modeste.
Ainsi, dès le 19 août 1914, à la demande des Allemands, une demi-batterie lourde est envoyée sur le front de l'Ouest, où elle participe aux opérations en Belgique ; elles sont engagées contre les forts belges dès le 21 août, avant d'être retirées en 1915. Au cours de l'année 1916, d'autres unités d'artillerie lourde austro-hongroises sont déployées à Verdun, puis en 1918, 150 pièces d'artillerie sont utilisées dans des secteurs calmes du front, tandis que la double monarchie déploie une force de 30 000 hommes dans les services et le terrassement. En effet, à partir de l'échec de la dernière offensive austro-hongroise en Italie, 2 divisions et 35 compagnies de marche sont transférées sur le front français, installées, entraînées puis incorporées dans des unités plus vastes à commandement conjoint. Engagées dans les combats de septembre 1918, les unités austro-hongroises suivent la retraite allemande des semaines suivantes.
L'armée de la double monarchie est également engagée sur des théâtres extra-européens. Ainsi, en 1916, après le rétablissement d'une liaison ferroviaire directe entre le Reich et l'Autriche-Hongrie, d'une part, et l'empire ottoman de l'autre, des unités austro-hongroises participent à la deuxième et dernière attaque du canal de Suez, lancée le 4 août 1916,.
En Extrême-Orient, le faible contingent austro-hongrois déployé en Chine mène également des opérations dans ce pays. Ainsi, en 1914, 82 soldats sont déployés dans ce pays ; une guerre d'espions s'y déroule jusqu'en 1917, les postes austro-hongrois étant rapidement conquis en août, lors de l'entrée de la Chine dans le conflit aux côtés de l'Entente.

#### La guerre sur mer

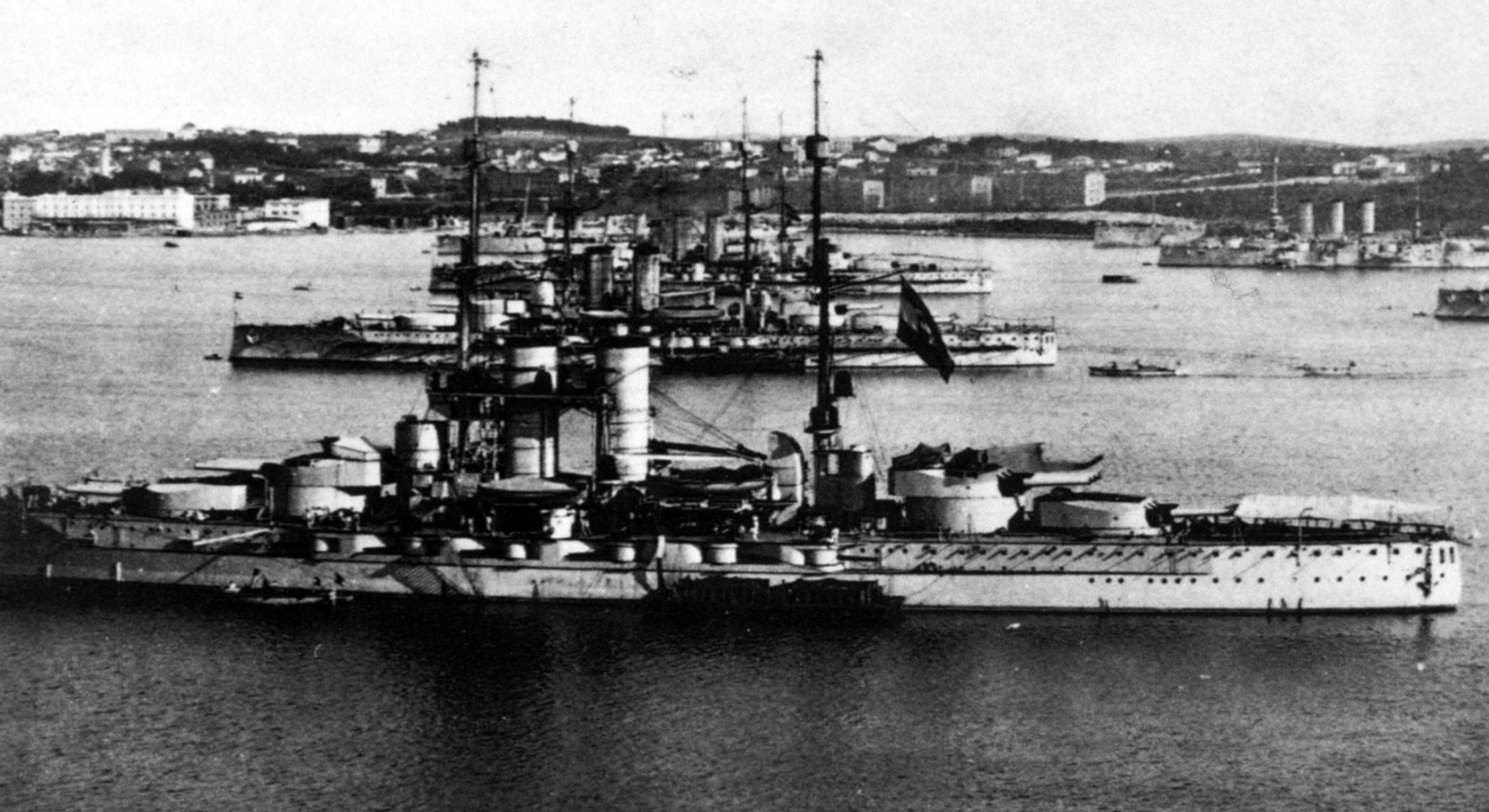
Les croiseurs lourds austro-hongrois à Pola en 1915.

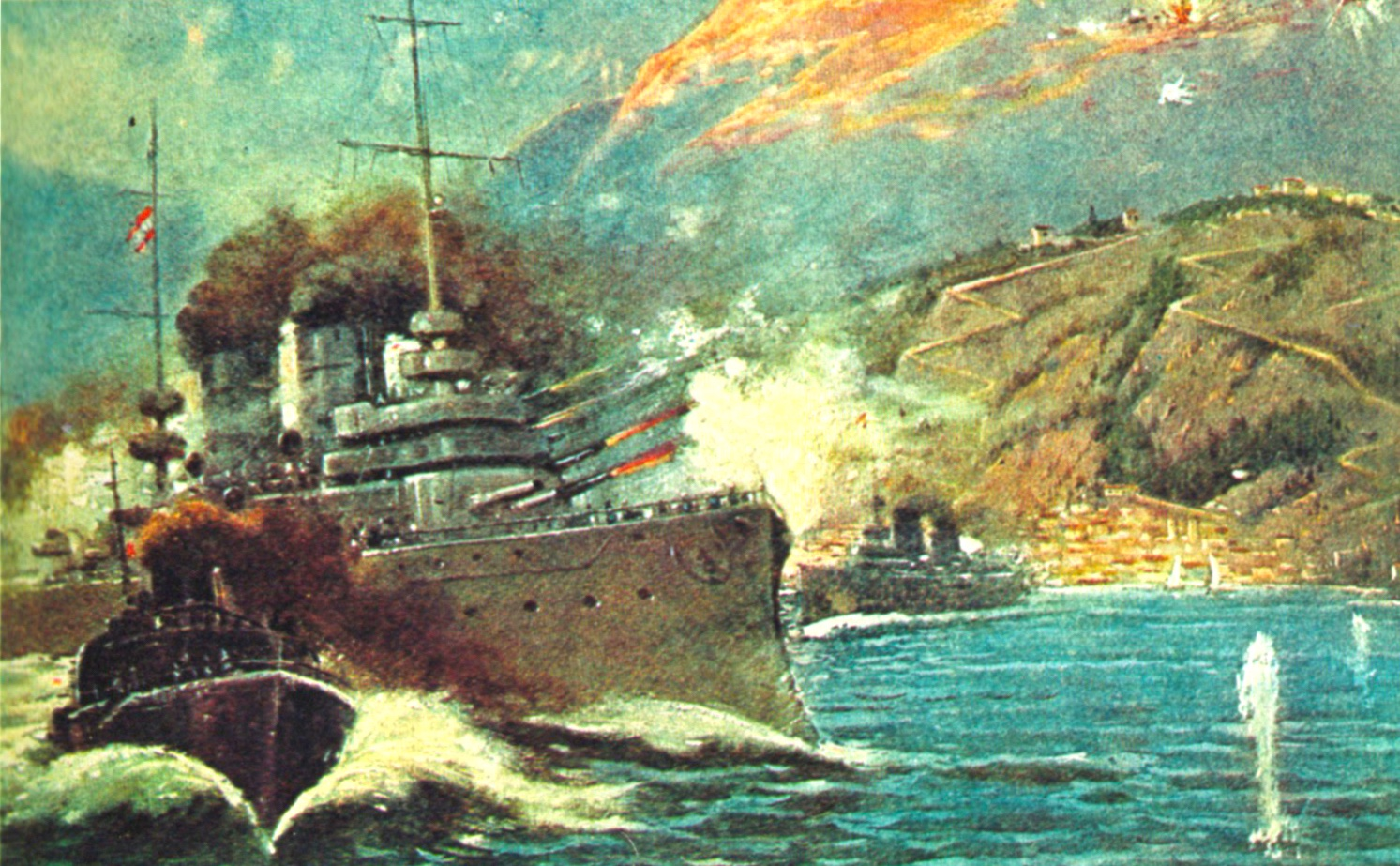
Le 10 octobre 1914 l'escadre austro-hongroise de Kotor canonne les positions monténégrines en hauteur, qui répliquent.

Les espaces maritimes constituent également un lieu de combat entre la double monarchie et les Alliés. L'Autriche-Hongrie dispose de nombreux ports difficilement accessibles aux unités des flottes de guerre alliées, dont la rade bien protégée de Pola et les bouches de Cattaro. Après l'entrée en guerre de Italie en mai 1915 aux côtés des alliés, étant donné que les conditions géographiques et stratégiques de la mer Adriatique ne permettent pas le déploiement de grosses unités capables de livrer des batailles navales d'envergure au large, la Marine austro-hongroise choisit une stratégie visant à aller pilonner par surprise la Regia Marina (la flotte de guerre italienne) dans ses ports, puis à rentrer rapidement se réfugier dans ses abris istriens et dalmates. La marine austro-hongroise mène aussi une guérilla maritime en utilisant ses sous-marins et en posant des mines autour des ports italiens.
L'Amirauté française avait bloqué le détroit d'Otrante, soumettant ainsi la marine austro-hongroise à des pénuries de charbon, car les gisements de la double monarchie ne suffisaient pas à alimenter à la fois les chemins de fer et la flotte, et l'Empire allemand se réservait sa propre production. De ce fait, en dépit des raids menés par la marine italienne et de projets de débarquement alliés sur la côte dalmate, le front maritime Adriatique est relativement calme. La conquête de la côte dalmate interviendra par l'intérieur des terres par le front de Macédoine et de l’armée d’Orient. Dans les derniers jours de la guerre, les Italiens et les Serbes, alliés mais rivaux sur les dépouilles de l'Empire austro-hongrois, cherchent à prendre des gages de ce côté,.
En 1918, pour éviter de céder sa marine aux vainqueurs, l'empereur d'Autriche-Hongrie donne l'intégralité de la flotte militaire et marchande de la double monarchie avec tous les ports, arsenaux et fortifications côtières, au Conseil du Peuple du nouvel État des Slovènes, Croates et Serbes qui vient de se former à Zagreb. Ce nouvel État envoie des notes diplomatiques aux gouvernements français, britannique, italien et américain pour indiquer qu'il n'est en guerre avec aucun d'entre eux et qu'il a pris le contrôle de la flotte austro-hongroise. Cela n'empêche pas la Regia Marina d'envoyer, le 30 octobre 1918, deux de ses nageurs de combat couler le cuirassé SMS Viribus Unitis dans le port de Pola. Le reste de la flotte austro-hongroise sera attribué à 80% à l'Italie, qui, faute de ressources et d'hommes pour les faire naviguer, en démembrera la majorité, et à 20%, surtout de petites unités, à la Jugoslavenska ratna mornarica, la marine des Slovènes, Croates et Serbes.

#### Les derniers succès à l'Est au printemps 1918

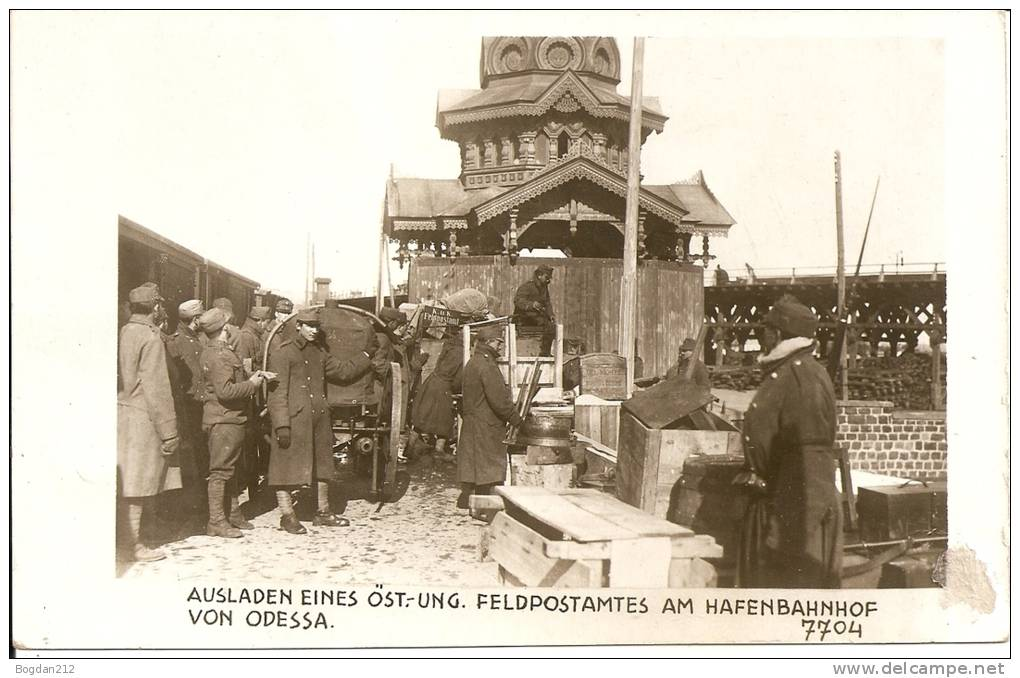
Soldats austro-hongrois d'occupation à Odessa, carte postale de 1918.

La révolution russe, l'écroulement de la nouvelle Russie républicaine au profit des bolcheviks et l'isolement consécutif de la Roumanie, se concluent en mars 1918 par le traité de Brest-Litovsk signé avec la Russie soviétique et celui de Bucarest avec la Roumanie, qui livrent aux Empires centraux tout l'Ouest de l'ancien Empire russe ; conformément à ses buts de guerre, l'Autriche-Hongrie ne s'agrandit que de 5 650 km2 en Roumanie, mais s'assure d'énormes avantages économiques et l'accès aux bouches du Danube et à la mer Noire. Les troupes allemandes ainsi rendues disponibles sont alors ramenées vers le front français tandis que celles de la double monarchie sont, elles, déployées sur le front italien.

#### L'effondrement des fronts à l'automne 1918

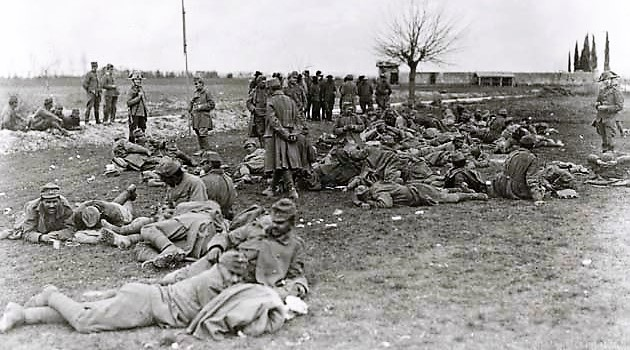
Prisonniers de guerre austro-hongrois en Italie, 1915-1918.

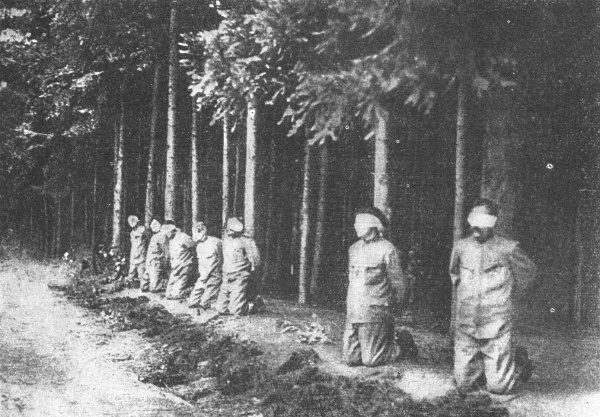
Soldats tchèques et slovaques de l'armée austro-hongroise mutinés à l'automne 1918, en position pour être fusillés.

Malgré ces traités de paix à l'Est, les succès alliés s'enchaînent en Macédoine, région dans laquelle les forces coalisées de l'Armée d'Orient mènent une offensive de rupture face à une 
armée bulgare submergée par la simultanéité des offensives alliées sur toute la longueur du front. À partir du 25 septembre, les austro-allemands tentent d'organiser une ligne de défense à la latitude de Niš, puis dans le nord de la Serbie. Placé sous la responsabilité de Hermann Kövess, qui a installé son poste de commandement à Belgrade, ce front est tenu par 4 divisions allemandes et 6 divisions austro-hongroises. Les unités qui composent cette nouvelle armée sont cependant malmenées par l'avance des troupes alliées venant du Sud ainsi que par les partisans serbes qui s'organisent : elles reculent pas à pas jusqu'à la frontière austro-hongroise, sur le Danube. Le 3 novembre, les unités franco-serbes traversent le fleuve et entrent en territoire austro-hongrois, souvent accueillies en libératrices en Bosnie-Herzégovine, en Slavonie et dans le Banat.
En Albanie, les unités austro-hongroises ne connaissent pas la défaite infligée aux unités cantonnées dans le reste des Balkans. En effet, préparant une offensive destinée à prendre Valona, le général Karl von Planzer-Baltin organise, sur ordre du quartier général, une retraite savante de son armée de 160 000 hommes dont 30 000 sont atteints de malaria. Dès qu'il en a la possibilité, il entre en contact avec le commandement de l'armée, qui lui annonce les décisions prises à Vienne, que Planzer-Baltin choisit de ne pas diffuser, afin de maintenir la cohésion de son armée.
L'offensive italienne déclenchée le 24 octobre 1918, contribue plus que tout autre facteur à la débandade qui mènera à la dislocation de la monarchie danubienne. En effet, l'offensive italienne se développe chaque jour davantage et le front est rapidement rompu, car si une résistance acharnée a lieu sur certaines positions, ailleurs des divisions entières refusent de continuer à servir l'Empire.

### L'armée austro-hongroise dans le conflit

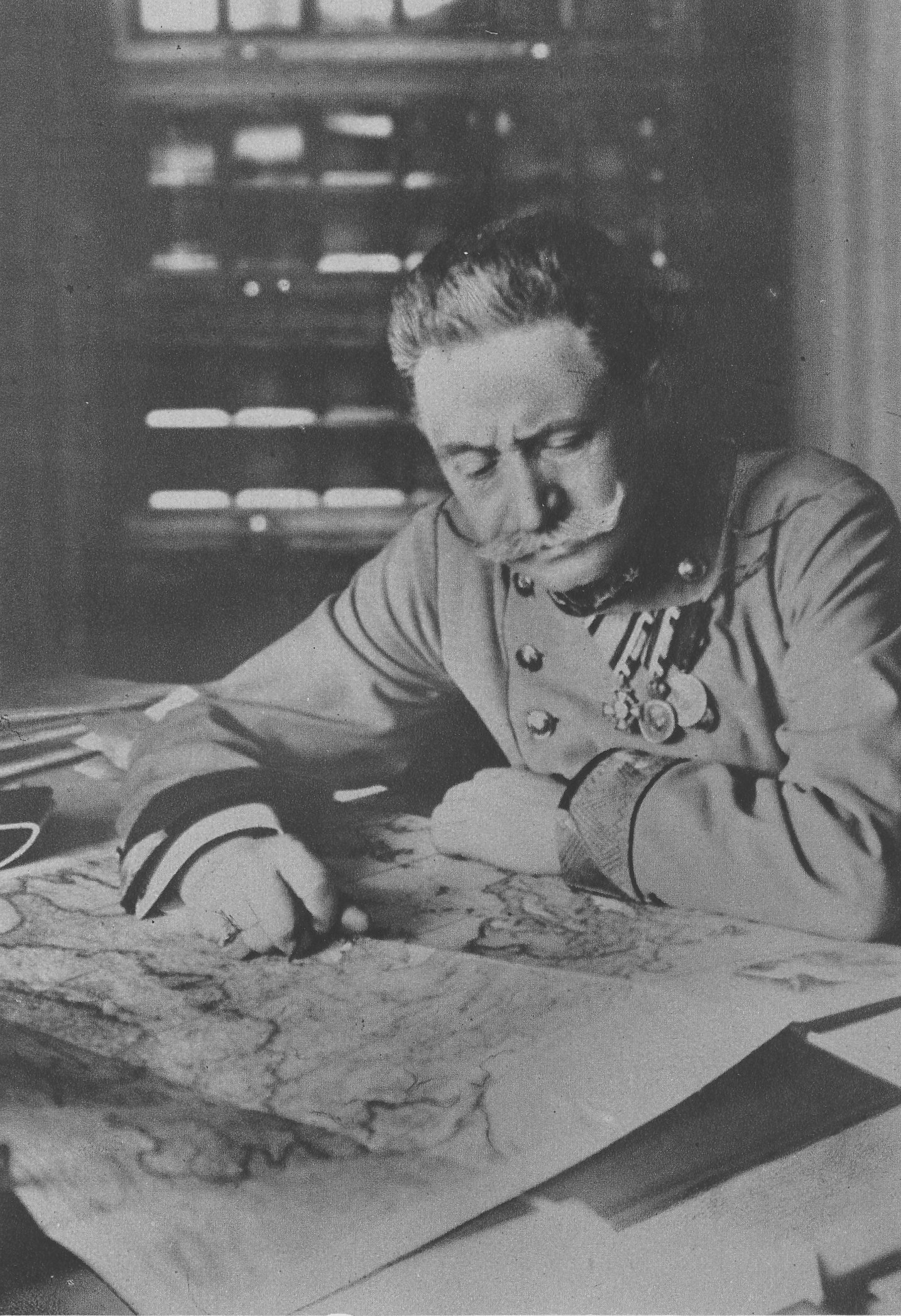
Franz Conrad von Hötzendorf, chef d'état-major de l'armée impériale et royale

Commandée nominalement par l'archiduc Frédéric, parent éloigné de l'empereur François-Joseph, depuis Teschen, où l'état-major autrichien s'installe dans les premiers jours du conflit, l'armée commune de la double monarchie est néanmoins dirigée par Franz Conrad von Hötzendorf, jusqu'à son remplacement par Arthur Arz von Straußenburg le 27 février 1917.

#### Commandement
L'armée impériale et royale est placée sous la responsabilité politique du ministre commun de la guerre, Alexander von Krobatin, remplacé le 2 avril 1917 par Rudolf Stöger-Steiner. Renforcée comme l'ensemble des armées européennes dans les années qui précèdent le conflit, l'armée commune de 800 000 soldats voit son contingent annuel passer de 103 000 hommes à 160 000 hommes en juin 1912, si bien qu'en juillet 1914, la double monarchie peut aligner 1 800 000 soldats, regroupés au sein d'unités le plus souvent hétérogènes du point de vue ethnique.
L'armée commune est doublée par des structures militaires autrichienne ou hongroise, la Landwehr en Autriche et la Honvéd en Hongrie. Concession arrachée par les négociateurs hongrois de l'Ausgleich de 1867, la Honvéd est vue par les responsables hongrois comme le point de départ de l'armée nationale hongroise.
Institution transnationale dans un État multinational, l'armée, du moins ses officiers,, demeure fidèle, jusqu'au dernier moment, au souverain et sa dynastie, s'affirmant comme le ciment de la monarchie. Liés par serment à la personne de l'empereur, polyglottes, les 90 000 officiers sont issus de l'ensemble des nationalités de la double monarchie et sont d'autant plus attachés à l'institution militaire impériale et royale que cette dernière constitue, pour un certain nombre d'entre eux, un moyen de promotion sociale, voire d'accès à la noblesse. Les officiers ne sont pas les seuls à faire montre d'une fidélité à toute épreuve à leur pays, les sous-officiers, de la même nationalité que leur soldats, bilingues (l'allemand est la langue de commandement), commandent au quotidien dans leur langue vernaculaire. Au fil des mois, le corps des officiers évolue considérablement, notamment en raison des pertes essuyées sur le Front de l'Est.

#### Effectifs
Lors de l'entrée en guerre, les armées de la double monarchie, modernisées par les réformes de François-Ferdinand, comprennent près de 1 820 000 soldats, dont 1 360 000 dans l'armée commune.
Les soldats, répartis en divisions, sont versés dans des corps d'armée mixtes, comportant des unités autrichiennes et hongroises ; les seize corps d'armée sont répartis en six armées.

#### Modernisation partielle

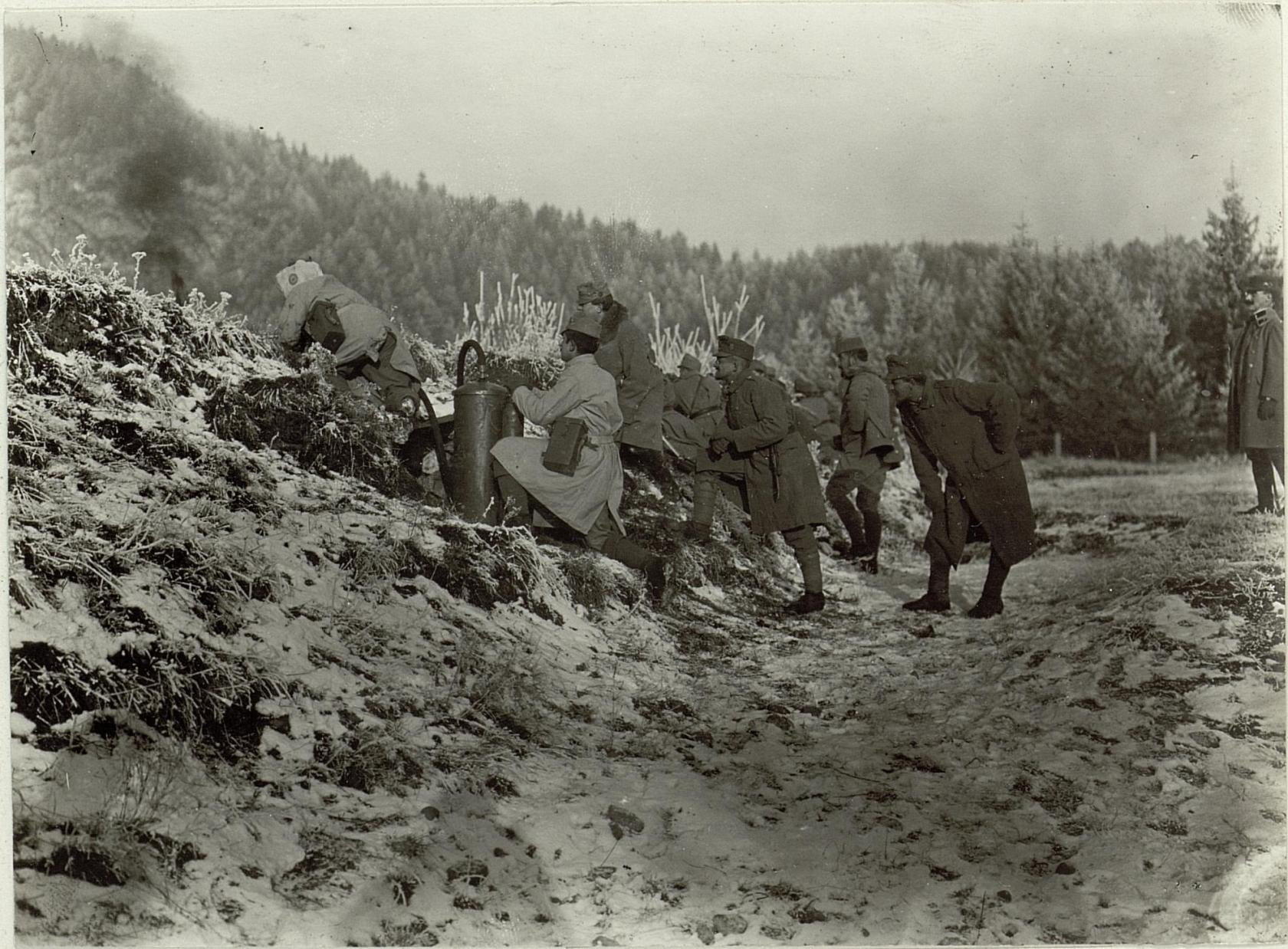
Entraînement à l'usage du lance-flammes, 1915.

Cependant, l'armée utilise un armement dépassé que la double monarchie éprouve des difficultés à moderniser pour des raisons essentiellement budgétaires que le ministre commun de la guerre outrepasse aisément. En 1914, cependant, les obusiers austro-hongrois de 305 mm constituent un armement lourd apprécié dès 1914 par les unités allemandes engagées sur le front de l'Ouest.
Enfin, la modernisation de la marine de guerre austro-hongroise est néanmoins menée, grâce à l'influence de François-Ferdinand, de façon à lui permettre de conserver la suprématie dans l'Adriatique et de mener des raids en Méditerranée, sans être cependant en mesure de rivaliser avec la flotte de guerre française basée à Toulon et en Afrique du Nord. Au début du conflit, la flotte de guerre de la double monarchie, d'un tonnage total de 264 000 tonneaux, compte 80 unités et une force aéronavale en mesure d'opérer sur la côte italienne de l'Adriatique. À ces unités s'ajoutent les quelques dizaines de marins austro-hongrois déployés en Chine en vertu des accords entre la double monarchie et l'Empire du Milieu.
À cette force aéronavale s'ajoute une armée de l'air embryonnaire, comptant 40 avions de chasse, pilotés par 86 pilotes formés à la toute nouvelle école de pilotage de Wiener Neustadt, et cantonnés dans les onze aérodromes militaires de l'armée commune.
Cependant, en dépit de ses faiblesses, l'armée commune a su développer un réseau d'espionnage particulièrement efficace, largement doté en moyens financiers et à l'activité dirigée de manière prioritaire en destination de la Russie. En 1913, l'arrestation de son chef, le colonel Redl, met à mal l'organisation du contre-espionnage de la double monarchie. Cependant, parallèlement à la reconstruction d'un réseau de renseignement efficace, les experts du renseignement de l'armée commune développent un système particulièrement efficace d'écoutes des transmissions radios.

#### Réformes pendant le conflit

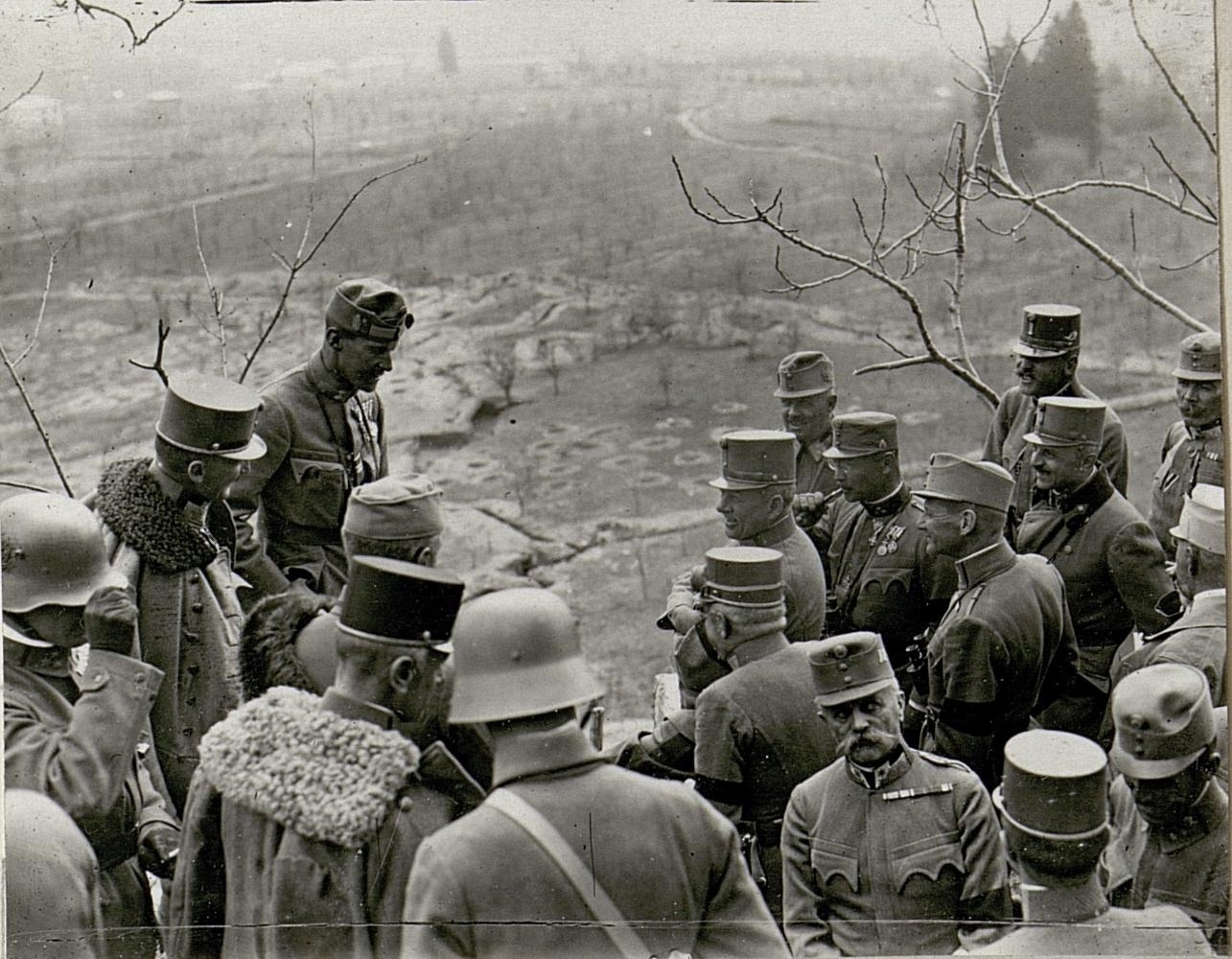
Inspection d'un bataillon d'assaut austro-hongrois formé sur le modèle des Sturmtruppen allemandes avec le casque d'acier M 1916, à Levico, 28 avril 1917 guerre mondiale.

Le conflit fournit aussi l'occasion de réformer l'outil militaires de la double monarchie, afin de tenter de le rendre plus efficace face aux unités alliées.
En 1918, l'armée de la double monarchie compte encore, en dépit des pertes, 79 divisions à la composition ethnique précisément définie. Une division de l'armée impériale et royale est composée de 9 bataillons d'infanterie, formant en tout 3 régiments, d'un bataillon d'assaut, de trois régiments d'artillerie et compte 21 000 hommes, dont 12 500 fantassins et 3 500 artilleurs. La même année, une réforme de la formation des recrues est confiée au général von Planzer-Baltin, qui doit lutter contre les processus de dissolution de l'armée commune. Ayant subi des revers importants au printemps, l'armée dont Von Planzer-Baltin est responsable de la formation, a perdu beaucoup de sa superbe et de ses moyens : composée d'hommes amaigris par les privations, mal encadrée, mal équipée (même les uniformes manquent), affaiblis par les désertions (90 000 en avril 1918, 250 000 en octobre), l'armée commune n'est plus en mesure de tenir les fronts qui lui sont confiés. Cette formation est également assurée par les échanges d'officiers et par les déploiements de troupes austro-hongroises sur le front français, les officiers de la double monarchie considérant l'instruction militaire en vigueur dans l'armée impériale allemande comme supérieure à la leur.
En 1918, après la paix de Brest-Litovsk avec la Russie soviétique, 660 000 prisonniers austro-hongrois sont rapatriés dans la double monarchie mais, devant cette masse affaiblie par la captivité, les responsables de l'armée sont vite débordés et ne peuvent mettre en place les modalités efficaces du retour de ces anciens prisonniers au sein d'unités constituées. Les désertions, surtout de soldats slaves, se multiplient, et, devant l'ampleur du phénomène, les autorités impuissantes ne peuvent que proposer l'amnistie à ceux qui rejoindraient leur régiment.

#### Désagrégation dans les derniers jours du conflit

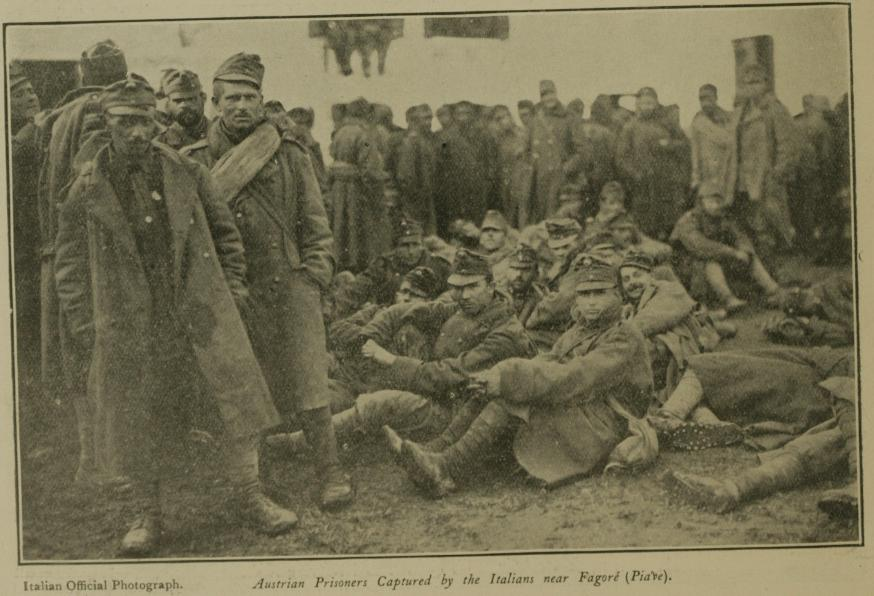
Prisonniers de guerre austro-hongrois en Italie, 1917.

Ces privations, ainsi que l'intensification des revendications nationales dans les dernières semaines du conflit, contribuent, avec la décision de l'empereur-roi Charles, à la désagrégation de l'appareil militaire de la double monarchie dans les premiers jours de novembre 1918.
En effet, devant la menace qui se renforce en Serbie, le ministre hongrois de la guerre donne l'ordre aux unités hongroises de se regrouper dans le royaume, afin d'assurer la défense du territoire hongrois dans le Sud. Cette décision ne fait qu'accentuer la crise militaire sur le front italien sans pour autant colmater la brèche ouverte dans les Balkans, les unités traversant la double monarchie pour se rendre en Serbie montrant des symptômes de la désagrégation à l’œuvre dans la monarchie danubienne.
La débâcle de Vittotio-Veneto accentue la dissolution de l'armée commune : celle-ci a reculé de façon méthodique jusqu'au 27 octobre, malgré la violence de l'attaque, puis des régiments slaves refusent le combat, tandis que des unités hongroises refusent de monter en ligne. Ces défections touchent aussi la flotte de guerre de la double monarchie, à quai à Pola : devant la quasi mutinerie des équipages en majorité croates, Horthy, son commandant en chef, abandonne le navire amiral après avoir fait amener son pavillon.

### La double monarchie et le Reich

#### Une alliance ancienne
À partir des années 1870, les stratèges austro-hongrois ont parfaitement conscience de l'incapacité de leur pays à mener une guerre sans le soutien allemand. Cependant, il semble clair que toute politique visant à resserrer les liens entre les deux empires aboutit nécessairement à renforcer le contrôle de l'Allemagne, ce dont certains responsables politiques et économiques austro-hongrois ne veulent à aucun prix, reprenant les arguments utilisés par certains interlocuteurs de Metternich dans les années 1830, lors des débats sur l'entrée de l'empire d'Autriche dans le Zollverein.
Dès les premiers jours de la Crise de juillet, le Reich exerce une forte influence sur son « brillant second » ; jusqu'aux derniers jours du conflit, ce dernier prend un ascendant sans cesse accentué sur son allié. Au fil des mois, cette influence se matérialise ainsi de diverses manières, par un soutien multiforme, politique, militaire et matériel, mais les buts de guerre allemands contribuent à accentuer les divergences et les rivalités entre les deux alliés.

#### Une complémentarité asymétrique
L'empire allemand soutient son allié tout d'abord en l'épaulant militairement sur l'ensemble des fronts. En effet, à partir de la fin de l'année 1914, l'état-major allemand est définitivement convaincu de l'incapacité autrichienne en matière militaire. Ainsi, dès le mois de septembre 1914, le haut-commandement allemand considère que l'échec des plans de campagne est de la seule responsabilité austro-hongroise. À partir de 1915, les offensives russes contre les positions austro-hongroises sont contenues avec le soutien humain et matériel de l'armée impériale allemande. Ce renfort allemand sur le Front de l'Est s'accompagne d'une demande de participation austro-hongroise sur le front de l'Ouest, le commandement allemand appelant de ses vœux une imbrication des unités allemandes et austro-hongroises sur l'ensemble des fronts. Pour compléter cette imbrication, les militaires allemands préconisent un commandement mixte, allemand et austro-hongrois : dès l'été 1915, de vastes unités mixtes sont constituées, commandées en théorie par un état-major mixte ; dans le même temps, ces vastes unités sont placées sous commandement opérationnel allemand ou austro-hongrois ; cependant, cette organisation ne masque pas l'importance prépondérante des unités allemandes qui constituent le plus souvent les pierres angulaires de ces regroupements. La répartition des postes au sein des états-majors conjoints laisse au partenaire austro-hongrois la portion congrue, comme l'illustre le cas de la 7e armée austro-hongroise, nominalement commandée par Karl von Pflanzer-Baltin, flanqué de l'Allemand Hans von Seeckt : dans les faits, le commandement est exercé par Hans von Seeckt, réduisant l'Austro-Hongrois au rôle de figurant.
De plus dans le contexte du blocus imposé par les Alliés dès les premières semaines du conflit, l'Allemagne tente de mettre en place une union politique et économique des Puissances centrales, sous son contrôle. Pour maintenir son allié dans le conflit, le Reich assure à celle-ci la fournitures de matériel et de matières premières, soutenant l'effort de guerre de cette dernière , : l'Allemagne , principale puissance industrielle des Empires Centraux, fournit du charbon, des avions et des munitions, en contrepartie desquels la monarchie danubienne fournit du bois.
Ce soutien allemand se double d'un mépris des militaires allemands pour l'efficacité de l'armée austro-hongroise ; malgré la présence d'officiers de liaison présents dans les états-majors, les militaires allemands sont hermétiques aux logiques qui président à l'organisation et au fonctionnement de l'armée commune. En effet, devant les échecs répétés et le mode d'organisation déficient des unités de l'armée austro-hongroise, les commandants allemands témoignent volontiers de la condescendance. Dès la fin de l'été 1914, les Allemands ne se privent pas d'exprimer leur mépris à l'encontre du commandement austro-hongrois, inaugurant ainsi un thème récurrent dans les récriminations exprimées par le Reich envers son allié, lors des négociations entre les Empires centraux, puis après le conflit, dans les mémoires des militaires allemands.
Après l'offensive Broussilov de l'été 1916, Erich von Falkenhayn, alors commandant en chef allemand, tance le chef d'état-major autrichien, lui reprochant son manque de préparation face à une offensive russe de grande ampleur.
De plus, l'Allemagne, à partir de 1916, demande l'envoi de contingents austro.hongrois sur le front de l'Ouest afin d'obliger la double monarchie à se solidariser totalement du Reich sur le plan politique. Cependant, au printemps 1918, en dépit des besoins en hommes et en matériel du front occidental, Ludendorff ne s'oppose pas au refus austro-hongrois d'envoi de troupes de première ligne sur le front français, ne croyant pas à l'efficacité de ces dernières.
Cette attitude entraîne de multiples crispations de la part des militaires austro-hongrois, se manifestant notamment par le commandement exercé sur l'armée commune par l'empereur-roi Charles en personne.

#### Une alliance refondée par le conflit
Dès la fin de l'année 1914, de nombreux échanges ont lieu entre les représentants des deux États sur la nature des liens qui doivent les unir, aussi bien pendant le conflit qu'à l'issue de la guerre.
À partir de l'offensive de Gorlice-Tarnów, premier grand succès austro-allemand en Europe de l'Est, les responsables allemands souhaitent accélérer la mise en place d'une union douanière entre les deux alliés ; des documents sont préparés par l'entourage du chancelier du Reich et présentés aux Austro-Hongrois à partir du 27 octobre 1915. Ces premières approches sont écartées par les responsables politiques et économiques austro-hongrois qui souhaite un régime douanier préférentiel entre les deux empires, afin de ne pas léser les industries austro-hongroises.
Au fil des mois, alors que l'Allemagne et la double monarchie s'épuisent chaque jour davantage, des négociations sont constamment en cours entre les deux empires. Ouvertes l'été 1917, elles visent à déterminer la nature des liens économiques et commerciaux à long terme ; tandis que les Austro-Hongrois se montrent partisans d'un grand accord douanier incluant des tarifs douaniers préférentiels, les négociateurs allemands défendent, maladroitement, à la fois contre le Reichstag allemand, les intérêts austro-hongrois et les intérêts des industriels, la mise en place d'une union douanière la plus complète possible. Face à cette opposition multiple, les négociateurs allemands proposent un accord immédiat, stipulant des droits intermédiaires, pour transformer peu à peu le traité de commerce austro-allemand en union douanière.

#### Des divergences accentuées au fil du temps
Cependant des divergences apparaissent rapidement entre les deux alliés. Ces divergences trouvent leur origine dans le refus allemand de voir la profondeur de la crise interne austro-hongroise. De plus, les responsables de Vienne ne souhaitent pas voir la double monarchie totalement écartée au profit du Reich lors du partage des conquêtes et des positions économiques en découlant.
En effet, la situation intérieure de l'Autriche-Hongrie et les appétits allemands définissent rapidement les termes d'une contradiction, d'une opposition entre les responsables des deux monarchies. Informés par l'empereur Charles en personne des contacts avec la France, les responsables allemands considèrent qu'il est pessimiste sur l'évolution du conflit et se montrent incapables de saisir l'ampleur de la crise qui frappe la double monarchie à la fin de la troisième année du conflit. De plus, à partir de l'avènement de Charles Ier d'Autrice, le Reich prépare des plans d'invasion de l'Autriche-Hongrie si celle-ci tentait de se retirer du conflit : le roi-empereur Charles est conscient de la situation de dépendance où il se trouverait en cas de victoire allemande.
Un an plus tard, au cours des négociations de paix avec les gouvernements russe et ukrainien, les divergences deviennent gouffre. C'est en effet le 5 février 1918 que les désaccords apparaissent au grand jour. Czernin demandant des éclaircissements sur les obligations de la double monarchie en cas de propositions de paix alliés sur la base du statu quo de 1914 ; de plus les négociateurs allemands incitent la nouvelle république d'Ukraine à demander l'incorporation en son sein de provinces autrichiennes, la Galicie orientale, ou, à défaut, une large autonomie pour la région au sein de l'empire d'Autriche. Les dirigeants austro-hongrois ne sont pas dupes des concessions apparentes des Allemands : certes, la Pologne et la Roumanie seront sous l'influence austro-hongroise, mais ce sont des « citrons pressés », tandis que la Pologne sera placé sous un sceptre Habsbourg, mais appartiendra à la sphère d'influence allemande. Ainsi, les conditions économiques de la paix de Bucarest, en mettant la Roumanie dans une dépendance totale vis-à-vis de l'Allemagne, suscite l'indignation de Charles, qui les exprime dans un courrier adressé au début de l'année 1918. Une solution à ce différend est trouvée, sous la forme de participations de capitaux austro-hongrois au dépeçage économique de la Roumanie : la société pétrolière de la Mitteleuropa, destinée à détenir le monopole de l'exploitation des champs de pétrole roumain, principal but de guerre allemand en Roumanie, serait détenue à 20 % par l'État roumain, à 55 % par de l'Allemagne et à 25 % par l'Autriche-Hongrie.
De plus, rapidement à partir de 1915, date à laquelle se déroulent les premières négociations entre les deux alliés concernant leurs liens sur la longue durée, les responsables austro-hongrois se montrent réservés sur la proposition allemande d'union douanière. Cette réserve n'empêche pas la présentation d'un projet d'union économique, le 13 novembre 1915, destinée à constituer la première étape dans la constitution d'un bloc économique commun. Cette proposition divise profondément les responsables autrichiens et hongrois. En effet, le premier ministre hongrois István Tisza dénonce la volonté hégémonique du Reich, son homologue autrichien Karl Stürgkh mentionne des initiatives personnelles des négociateurs austro-hongrois tandis que le ministre commun des finances, Ernest von Koerber, rappelle l'importance de l'Allemagne dans le commerce austro-hongrois.

### La double monarchie, puissance occupante
À partir de 1915, la double monarchie se trouve en position d'occuper des portions plus ou moins étendues de territoires de puissances de l'Entente en Pologne russe, en Serbie, puis, à partir de 1917, en Roumanie, Italie et Ukraine. L'état-major austro-hongrois prit soin d'éviter que ses troupes ne fraternisent avec les civils occupés et pour cela y cantonna en priorité des soldats d'origine allemande et hongroise.
Une administration d'occupation austro-hongroise est mise en place en Pologne russe dès le partage des territoires entre zones d'occupation allemande et austro-hongroise. Cependant, rapidement, le Reich allemand émet des prétentions sur les territoires administrés par la double monarchie, tentant d'échanger l'élection d'un prince Habsbourg sur le trône restauré de Pologne contre un strict contrôle économique et politique du nouveau royaume, le plaçant de fait dans l'orbite allemande.
Dans les territoires serbes occupés par l'armée commune, dès les premiers jours du conflit, la double monarchie mène une politique de soumission et de réduction systématiques de la population serbe. Les conditions de ces occupations, ainsi que les exactions qui l'accompagnent sont rapidement connus par des témoignages recueillis par des journalistes français et anglo-saxons après la libération, à la fin de l'année 1914, des territoires serbes soumis au régime d'occupation austro-hongrois. Ainsi, les unités austro-hongroises massacrent avec des raffinements de cruauté la population de villages occupés à proximité de la frontière. À partir de l'automne 1915, la double monarchie occupe de façon durable une moitié du royaume de Serbie; Conformément au souhait du ministre austro-hongrois des affaires étrangères, Burian, cette occupation est brutale, s'accompagnant d'une répression de la population et de la culture serbes : la population est alors soumise à un régime de terreur, les manifestations de la culture serbe sont systématiquement réprimées, les musées pillés, l'éducation de la jeunesse serbe sévèrement contrôlée par les autorités austro-hongroises.
En Albanie occupée, les militaires de la double monarchie, chargés de l'administration des territoires conquis, mettent en place des structures quasi-étatiques d'administration, écoles, structures judiciaires et instituts de statistique nationales, notamment,.

### Le partage des conquêtes entre l'Allemagne et l'Autriche-Hongrie
Le Reich tente également de négocier la réalisation de certains buts de guerre austro-hongrois, comme la résurrection d'un royaume de Pologne sous sceptre autrichien, contre la mise en place d'une convention militaire renforçant l'influence du Reich dans la double monarchie.
Ces divergences portent également sur les modalités de répartition des produits du pillage des territoires occupés et du butin de guerre. À partir de 1917, la situation intérieure de la double monarchie incite les responsables austro-hongrois à se montrer sourcilleux sur la part que doit recevoir la double monarchie, voire à s'approprier des approvisionnements destinés au Reich. Ainsi, à l'automne 1917, le butin de guerre récupéré lors de la déroute italienne de Caporetto, constituant près de la moitié des équipements militaires du royaume d'Italie, fait l'objet d'âpres négociations entre les deux alliés ; au printemps 1918, à la grande fureur des Allemands, le responsable autrichien du ravitaillement, le général von Landwehr, n'hésite pas à réquisitionner le contenu de 2 000 wagons et de péniches destinés à la population du Reich.
De même, le contrôle de larges portions de territoires adverses entraîne des frictions entre la double monarchie et ses alliés. Ainsi, à la suite de l'occupation de la Serbie à l'automne 1915, le pays est partagé entre les austro-hongrois et les Bulgares, les zones d'occupation entre les deux alliés se trouvant délimités par la Morava. Les responsables bulgares souhaitant réaliser les buts de guerre qu'ils assignent à leur État mènent, avec l'appui de l'armée bulgare, une politique de prise de contrôle des territoires occupés par la double monarchie, entraînant des affrontements armés, dans lesquels le Reich joue les médiateurs.
Enfin, par le traité de Brest-Litovsk, la Russie soviétique permet aux empires centraux d'occuper les pays baltes, la Biélorussie et l'Ukraine (grenier à blé de la région), de sorte que la double monarchie prend le contrôle de positions en Podolie et dans le gouvernement de Kherson (avec le port d'Odessa), encerclant ainsi la Roumanie et la Moldavie désormais réunies, mais soumises, par le Traité de Bucarest (1918), à la domination économique et politique austro-allemande,  ; en outre, ce traité transfère les cols des Carpates et des territoires moldaves à l'Autriche-Hongrie, soit 5 800 km2, dont les deux tiers, 5 772 km2, sont dévolus à la Hongrie.

### La population civile dans le conflit
La disette ne frappe pas seulement les civils des pays vaincus et leurs militaires prisonniers (chez lesquels elle évolue en famine) mais aussi les civils et même les militaires austro-hongrois : le blé raflé en Ukraine occupée au début de l'automne 1918 arrive à temps pour limiter la mortalité, mais trop tard pour permettre un redressement militaire.
En revanche, la double monarchie, tout comme le Reich, n'est pas durablement occupée par des armées alliées, sauf en Galicie et Bucovine où les unités russes sont présentes près d'une année, et dans le bas-Trentin et aux abords occidentaux de Trieste occupés par les troupes italiennes entre le printemps 1915 et l'automne 1918. Accueillis en libérateurs dans ces régions par des habitants respectivement ukrainiens, roumains ou italiens, les occupants alliés, ayant des visées territoriales irrédentistes, se comportent davantage en administrateurs bienveillants qu'en conquérants hostiles.

#### Proximité avec le front
En revanche, à proximité de la frontière avec la Serbie, en Syrmie, dans le Banat et en Bosnie-Herzégovine, les unités militaires austro-hongroises occupantes se livrent à une répression féroce contre les populations serbes. Cette répression prend plusieurs visages : interdiction des journaux en langue serbo-croate, de l'usage de l'alphabet cyrillique, réquisitions de denrées et de cheptel, pillages, destruction de villages et internement de la population dans de véritables camps de concentration où sévit une mortalité élevée.

#### Lassitude
Au fil du conflit, la population exprime de plus en plus souvent son mécontentement à l'égard de la guerre. Ainsi, en janvier 1918, les populations des villes d'Autriche et de Hongrie manifestent massivement en faveur de la conclusion d'une paix avec la Russie, en Hongrie, ces manifestations traduisent la profondeur d'un sentiment anti-allemand très marqué.

### Un pays de moins en moins capable de poursuivre le conflit

#### Une structure institutionnelle peu efficace

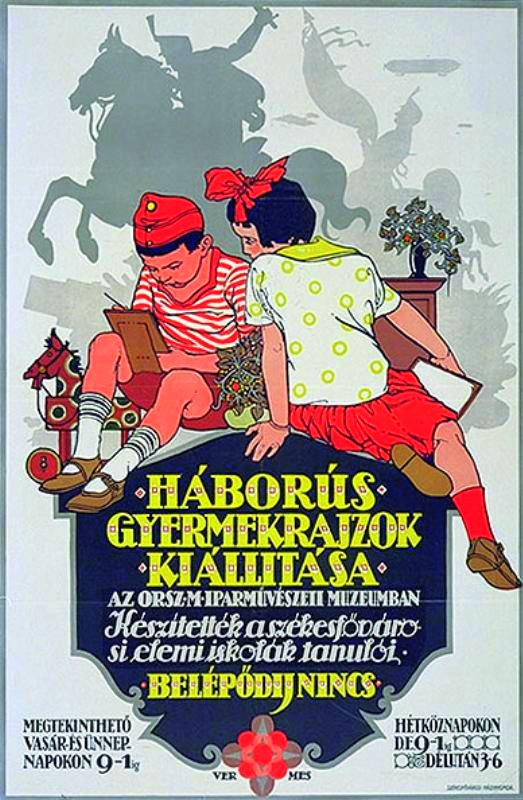
Image de propagande de la cavalerie hongroise, 1914.

Au fil du conflit, la cohésion intérieure de la double monarchie constitue un problème soulevé par l'ensemble des responsables politiques et militaires non seulement austro-hongrois, mais aussi étrangers, alliés comme adversaires.
En effet, l'armée, pourtant l'un des piliers de la monarchie, connaît au cours du conflit un processus de dissolution de plus en plus marqué. Ainsi, en mai 1918, le ministre commun de la guerre, le général Rudolf von Stoeger-Steiner décrit, dans un courrier aux présidents du conseil de l'empire d'Autriche et du Royaume de Hongrie, les symptômes de désagrégation de l'armée commune.
De plus, durant tout le conflit, les antagonismes entre les deux États et au sein des deux États de la double monarchie rendent encore plus complexes les opérations militaires menées par l'armée austro-hongroise. En 1916, par exemple, lors de l'entrée en guerre de la Roumanie, le président du conseil hongrois Istvan Tisza s'immisce dans la conduite de la guerre et exige la défense des frontières du royaume de Hongrie, contre l'avis du commandant austro-hongrois, Arz von Straussenburg, ce qui entraîne une défaite des armées austro-hongroises, l'obligation de gérer des réfugiés et une crise politique à Budapest.
Ainsi, dès le mois de juillet 1914, la politique étrangère de la double monarchie doit être approuvée par un consensus entre dirigeants autrichiens et hongrois. De même, les négociations avec le Reich, devant aboutir à la mise en place d'une alliance politique et économique de long terme font l'objet de nombreux échanges dans ces mêmes cercles, la politique extérieure de la double monarchie, sur les plans diplomatiques, commerciaux et militaires devant être approuvée lors de conseils des ministres, réunissant, sous la présidence de l'empereur-roi ou du ministre commun des affaires étrangères, les ministres communs, les présidents du conseils autrichiens et hongrois accompagnés ou non d'autres ministres autrichiens et hongrois.
Les négociations avec l'Italie et la Roumanie sont exemplaires de ce point de vue. En effet, le ministre commun des Affaires étrangères doit constamment gérer les interventions dans la politique de la double monarchie d'Istvan Tisza, l'ambitieux et influent président du conseil hongrois, qui, en 1915, par le biais d'une diplomatie personnelle, suggère de céder à l'Italie, pour conserver sa neutralité, les territoires qu'elle réclame en Cisleithanie. Le ministre des Affaires étrangères, Stephan Burián von Rajecz, s'y oppose, et l'Italie déclare la guerre à la double monarchie. En 1916, les négociations autour de la neutralité roumaine aboutissent au même résultat : l'entrée en guerre de la Roumanie du côté de l'Entente : cette fois Burian avant donné son accord pour céder à la Roumanie le comitat de Fogaras en Transylvanie et la Bucovine, mais c'est Tisza qui s'était refusé à toute cession en Transylvanie.
Au cours des deux dernières années du conflit, à la faveur de la renaissance de la vie publique voulue par l'empereur Charles, les représentants des Slaves du Sud organisent une union des principaux partis politiques représentés à la diète de Zagreb, créant les conditions de la mise en œuvre d'une action favorable à l'instauration d'un État yougoslave, dans un premier temps intégré à la monarchie danubienne,.
Ajoutés à ces problèmes politiques et alimentaires, la présence de nombreux soldats débandés, surtout après le retour des prisonniers de guerre libérés par les bolcheviks russes, crée une réelle insécurité dans les campagnes. Ainsi 660 000 prisonniers sont rapatriés dans la double monarchie au début de l'année 1918. De véritables bandes de déserteurs, rejoints par de nombreuses femmes, écument les campagnes, pillent les trains et les villages isolés.

#### Un pays en guerre durement frappé par les pénuries et la famine

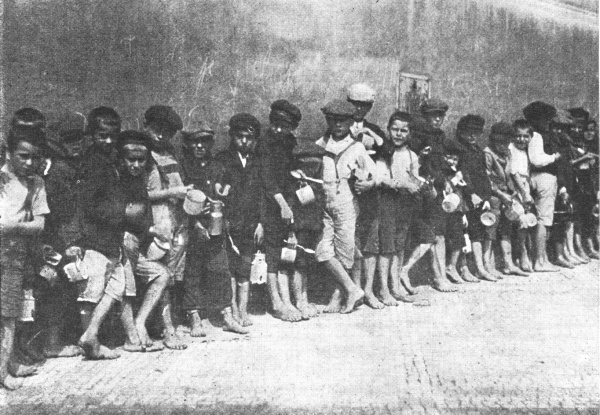
Enfants hongrois affamés attendant une distribution de soupe, 1914-1918.

Rapidement après la déclaration de guerre, les Alliés mettent en place un sévère blocus en mer Adriatique.
Les effets du blocus se font rapidement sentir en ce qui concerne l'approvisionnement alimentaire de la double monarchie, et ses populations commencent à souffrir de la faim dans le courant de l'année 1916, rappelant aux populations les réalités du conflit. Ainsi de graves pénuries touchent la double monarchie à partir de 1917, mais ces pénuries font sentir des effets différents selon les régions. De plus, l'Autriche voit sa production agricole baisser de façon dramatique, chutant de 91 millions de quintaux de blé en 1913 à 28 millions de quintaux en 1917.
Cette situation crée, plus que dans les autres pays engagés dans le conflit, un courant d'opinion favorable à une paix blanche. Rapidement, en 1915, les pénuries alimentaires constituent d'importants facteurs de troubles : en mai 1916, Vienne est ainsi le théâtre de trois journées d'émeutes de la faim. De plus, au cours de l'année 1917, dans un contexte d'aggravation de la famine, cette situation fait l'objet de toutes les sollicitudes du gouvernement de la double monarchie, qui en informe officiellement le Reich au cours du mois d'avril.
La disette qui sévit dans la double monarchie (et qui n'échappe pas aux services de renseignements alliés), frappe l'ensemble des territoires et la famine commence rapidement à faire des victimes. Les responsables de l'empire allemand n'hésitent d'ailleurs pas à exiger une participation massive de troupes austro-hongroises sur le front de l'Ouest en échange d'approvisionnement en céréales panifiables.
Les pénuries frappent également l'armée : cette dernière profite par exemple des succès en Italie et de leur exploitation à la fin de l'année 1917 pour se rééquiper, se réapprovionner et se nourrir sur les magasins militaires abandonnés par les Italiens dans leur retraite. De même, les multiples manifestations d'insubordination des soldats de la double monarchie se soldent de façon systématique par le pillage des entrepôts de vivres.

#### Un lent épuisement

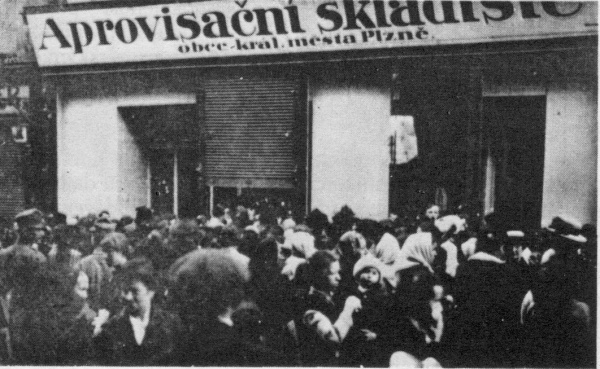
Manifestation de femmes devant un magasin d'approvisionnement à Plzeň, 1918.

C'est en 1917 que l'empereur Charles et son ministre des Affaires étrangères, Czernin, informent officiellement leur allié allemand de la lassitude et des pénuries qui frappent les peuples de la monarchie.
En effet, dans le mémorandum préparé par Czernin à la suite de la rencontre de Francfort du 3 avril 1917, la double monarchie est décrite comme un ensemble totalement épuisé, incapable de faire face au moindre choc : les pénuries constituent le lot quotidien de l'armée qui doit gérer les pénuries de matériel et d'approvisionnement, et de la population, affamée.
Cet épuisement se manifeste également dans le domaine financier ; en effet, comme l'ensemble des États belligérants, la double monarchie multiplie les emprunts de guerre, émis avec le concours de la banque émettrice de la double monarchie ; ces emprunts atteignent à la fin du conflit la valeur nominale de près de 54 milliards de couronnes-or, dont 35 pour l'empire d'Autriche. Dans le même temps, le gouvernement multiplie les émissions monétaires afin de permettre à l'État de financer des dépenses de guerre ; l'inflation qui en découle reflète également l'évolution des prix de l'économie austro-hongroise, fortement touchée par le blocus allié.

### Un désir de réforme et de paix
Depuis l'avènement du successeur de François-Joseph, Charles, un changement politique se manifeste dans la double monarchie. En effet, fortement influencé par son épouse, conseillé par son chef de cabinet, Arthur Polzer-Hoditz, le nouvel empereur tente d'initier une réforme fondamentale de la monarchie danubienne tout en menant une diplomatie parallèle devant mener à la paix et à la sauvegarde de son trône, ce dont les services de renseignement alliés sont rapidement avisés. Ces réformes, entraînant le réveil de la vie politique, se révèlent à la longue mortifères pour une monarchie en guerre, soumise au blocus, aux pénuries et vivant sous des régimes de fait de dictatures intérieures, que ce soit en Autriche, ou en Hongrie.

#### Les projets de réforme intérieure
Dès le déclenchement du conflit, les projets de réforme de la double monarchie sont momentanément écartés, les représentants des nationalités souhaitant négocier, à la faveur du conflit, un statut plus avantageux pour leurs mandants au sein de la monarchie danubienne. Ainsi, en mars 1916, le Deutsche Nationalverband est constitué par les milieux allemands nationalistes de la double monarchie ; ce regroupement se montre favorable à une réforme de la Ciselithanie aboutissant au renforcement du poids politique des Allemands au sein de l'empire d'Autriche.
C'est seulement après la mort de François-Joseph que les dirigeants de la double monarchie mettent en œuvre d'ambitieux projets de réforme internes. Ainsi, à peine intronisé, le nouvel empereur-roi rompt avec la politique de son prédécesseur, marquée, dans ses derniers mois, sur le plan intérieur par un immobilisme préjudiciable à la stabilité et à la pérennité de la double monarchie.
En effet, dans les territoires peuplés par les Slaves du Sud, la paralysie de la vie politique incite les responsables politiques à se tourner vers les hommes politiques serbes, ces derniers, avec les hommes politiques austro-hongrois exilés dans les pays de l'Entente se proclamant les seuls représentants des Slaves du Sud auprès des Alliés.
Les aspirations réformatrices du nouveau monarque se manifestent d'abord par des mesures de portée symbolique et par un renouvellement du personnel politique. Le protocole est simplifié et des changements au sein du gouvernement ont rapidement lieu, tant au niveau des personnalités que des méthodes et outils du gouvernement : le monarque, grand utilisateur du téléphone, recrute ses conseillers parmi des fonctionnaires et des militaires de sa génération ou à peine plus âgés que lui; la convocation du parlement de la Cisleithanie, en congé depuis 1913, participe à cette ouverture. Ainsi, le 30 mai 1917, le Reichsrat de l'Empire d'Autriche tient une séance inaugurale, qui fournit aux représentants des populations de l'empire d'exposer leurs aspirations de réforme : les députés croates présentent ainsi leur souhait de réunir les Slaves du Sud de l'Empire d'Autriche et du Royaume de Hongrie dans le cadre d'un royaume confié à l'empereur-roi, ce qui entraîne une agitation en Croatie, liée par une union personnelle à la Hongrie.
Mais ces mesures réformatrices n'auraient aucune portée si elles se limitaient au train de vie de la cour ou à l'emploi de modes de communication moderne. En effet, à peine couronné en Hongrie, Charles relance la question du mode de suffrage en Hongrie, malgré l'opposition de la noblesse hongroise menée par István Tisza, qui, même après sa démission en avril 1917, exerce une forte influence sur la vie politique du Royaume par l'entremise du parti du Travail. En dépit de cette opposition, un projet de loi, dite « loi Vazsonyi », portant le corps électoral dans le royaume de Hongrie à 3,8 millions de votants (soit plus du doublement par rapport à la loi précédente), est proposé au Parlement de Budapest, qui la repousse (bien qu'elle aurait renforcé la prépondérance magyare sur le royaume).

#### Les négociations avec les Alliés
À partir de son accession aux trônes d'Autriche et de Hongrie, Charles tente donc de se rapprocher de la France et de la Grande-Bretagne sur la base d'une paix blanche. Conscient de l'opposition des responsables allemands et de la réalité des rapports qui se tendent avec Guillaume II, il tente de mener des pourparlers diplomatiques parallèles.
En mars 1917, l'empereur, par l'intermédiaire de l'un de ses proches, se rapproche de son beau-frère. Le prince Sixte de Bourbon-Parme, chargé d'un courrier pour Raymond Poincaré, dans lequel il définit ses conditions pour sortir son pays de la guerre (appui de la demande française sur l'Alsace-Lorraine, libre accès de la Serbie sur l'Adriatique, en échange de l'arrêt de la propagande panserbe depuis la Serbie), et souhaite connaître les bases franco-anglaises de négociation. Dans son désir de paix, il tente même de négocier avec le Reich l'abandon de l'Alsace-Lorraine à la France ; comme le notent alors les services de renseignement français, Charles tente de sortir du conflit en neutralisant les adversaires et les partenaires de la monarchie danubienne. Cependant, en dépit de l'accueil bienveillant des gouvernements français et britannique, les pourparlers n'aboutissent pas, notamment en raison de l'intransigeance de certains membres de la coalition alliée, l'Italie et la Serbie.
Dans un second courrier, daté du 9 mai 1917, l'empereur est cependant plus évasif, mais la traduction proposée aux Français rend les propositions austro-hongroises irréalistes. Dans les mois qui suivent, Charles tente cependant de profiter des succès des puissances centrales pour proposer une paix blanche aux Alliés, ou à défaut des annexions limitées sur le territoire autrichien. Face à cette proposition de paix blanche, les Français, alors principaux animateurs de la coalition alliée, se montrent sceptiques, puisque, selon eux, cela permettrait au Reich de réaliser les buts de guerre poursuivis par les responsables allemands au sein des alliés du Reich.
Une dernière fois, au mois d’août 1918, lors de leur visite à Spa, Charles et Burian informent les représentants du Reich de l'épuisement et du délabrement de la double monarchie, puis, devant l'entêtement du Reich, proposent aux Alliés une nouvelle offre de négociations, par l'intermédiaire d'un pays neutre, les Pays-Bas par exemple. Cette demande de négociations, faite lors de la publication d'une note de Burian le 14 septembre, est immédiatement refusée par les Alliés.
Ces tentatives de négociations menées par les responsables de la double monarchie incitent certains responsables français comme Paul Painlevé, ainsi que les responsables du renseignement militaire, et à leur suite certains ministres alliés, à rechercher un accord avec les alliés de l'empire allemand, de manière à l'isoler diplomatiquement dans un premier temps ; au cours de l'année 1917, les Alliés de la Alliés utilisent les différents contacts indirects avec des diplomates de la double monarchie, autorisant le lancement de discussions, garantissant une survie à la double monarchie sous une forme confédérale, ainsi que des moyens pour résister à une éventuelle réaction allemande.

#### Les traités de Brest-Litovsk: la paix avec la Russie soviétique et l'Ukraine
Cependant, le contexte révolutionnaire en Russie, puis la prise du pouvoir par les Bolcheviks créent les conditions d'une paix séparée avec le nouveau pouvoir nouvellement installé. Des négociations d'armistice sont rapidement initiées entre les puissances centrales et la Russie bolchevique, à la demande du commandant en chef russe nouvellement nommé. 
Les négociations de paix commencent le 22 décembre, par la remise, par Czernin, d'une note répondant au programme de paix bolchevik, mais des divergences apparaissent rapidement entre Czernin et les représentants allemands : les responsables autrichiens insistent auprès des dirigeants allemands sur l'impopularité en Autriche-Hongrie d'une guerre menée pour permettre des annexions au profit du Reich.
Les tergiversations des négociateurs russes amènent les Empires centraux à mener à nouveau des opérations offensives lors de l'expiration de l'armistice le 13 février 1918. Les troupes allemandes reprennent donc leur avance en Russie, suivies, à partir du 28 février, par les troupes austro-hongroises. En l'absence de toute résistance russe, l'« opération Faustschlag » n'est qu'une suite de marches vers l'Est, que le général Hoffman qualifie de « guerre la plus comique qu'[il] ait jamais vu ».
Les Empires centraux promettent la paix au plus offrant : le 1er janvier, sur invitation austro-allemande, une délégation représentant la République populaire ukrainienne prend contact avec les représentants des puissances centrales ; une négociation avec les bolcheviks ukrainiens est aussi menée en parallèle mais à partir du 2 février, le gouvernement non communiste de Jitomir, la Rada centrale, est privilégié. Les délégués austro-hongrois promettent, en échange de ravitaillement, de céder au nouvel État ukrainien les districts de Chełm et de Tarnopol au détriment du nouvel État polonais : c'est la Brotfriede, la paix alimentaire. Czernin utilise ces négociations avec l'Ukraine pour amener les nouveaux dirigeants russes à faire davantage de concessions.
La paix est d'autant plus rapidement signée par les Ukrainiens, que les bolcheviks ukrainiens étendent leur emprise territoriale. Elle garantit aux Empires centraux des livraisons régulières de céréales ukrainiennes, le surplus des récoltes de l'année 1918, avec au minimum un million de tonnes pour la double monarchie ; cette paix devait être ratifiée à la livraison effective des céréales.

#### L'Autriche-Hongrie et les traités de paix du début de l'année 1918

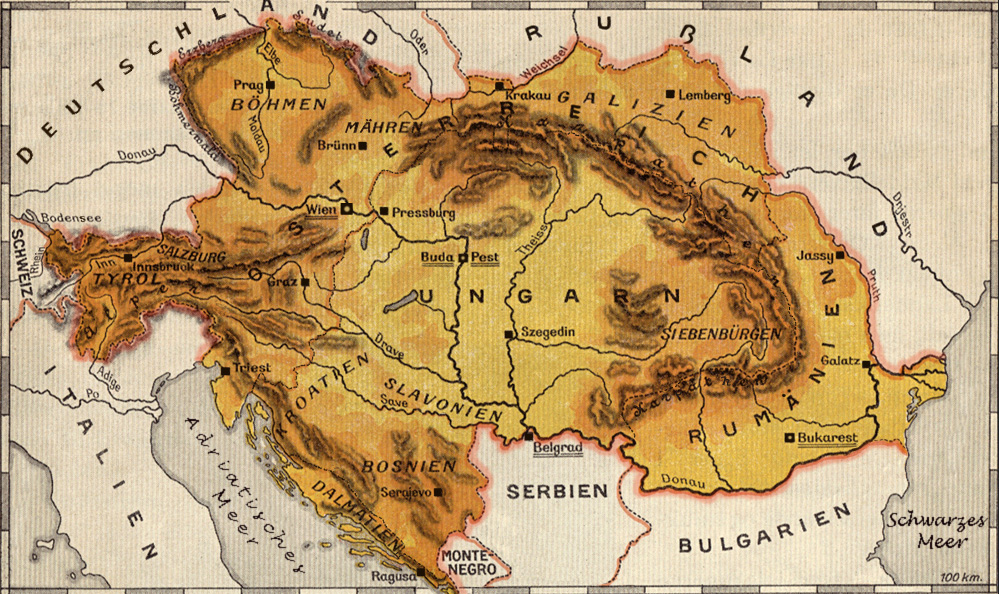
Les plans des militaires austro-hongrois pour une triple-monarchie des Habsbourg incluant la Roumanie, heurtent les intérêts du Reich allemand dans cette région.

À la suite de la défection russe, le royaume de Roumanie se trouve acculé : le roi Ferdinand est obligé de demander l'ouverture de pourparlers en vue d'une cessation des hostilités. Tentant de négocier une paix la moins désavantageuse possible, Ferdinand cède au chantage austro-hongrois en nommant un président du conseil pro-autrichien, qui augmente l'influence politique des Empires centraux dans la vie politique roumaine.
Les divergences au sujet de la paix avec la Roumanie détériorent encore plus les rapports entre la double monarchie et le Reich. À la fin de l'année 1917, à l'issue d'un voyage de l'empereur Guillaume II dans la partie occupée de la Roumanie, les responsables du Reich se montrent prêts à des concessions en Pologne au profit de l'Autriche-Hongrie en échange de l'abandon de ses projets en Roumanie. Parmi les diplomates qui entourent Czernin, certains envisagent de rattacher la Roumanie à la monarchie des Habsbourg, ainsi substitués aux Hohenzollern de Bucarest, tandis que d'autres proposent d'annexer la Valachie, ou encore de se contenter des territoires dans les Carpates, comprenant les voies d'accès à la Transylvanie : cette option est finalement adoptée à Bucarest sous la pression du Reich et des Hongrois.
En dépit de ces revendications d'apparence modérée, les négociations entre les puissances centrales et le royaumes de Roumanie sont de fait stoppées à la fin du mois de janvier 1918. De plus, les divergences austro-allemandes sur le partage des marchés roumains repoussent la conclusion d'un accord entre le royaume de Bucarest et les puissances centrales, Charles Ier d'Autriche défendant les intérêts austro-hongrois, face à Guillaume II, défenseur des intérêts allemands, qui aura finalement gain de cause.

## L'écroulement de la double monarchie

### La disparition de l'État
Après quatre années de guerre, le pouvoir de la double monarchie s'écroule progressivement à partir du début de l'année 1918.
En effet, les autorités, à tous les échelons, n'exercent plus la moindre parcelle d'autorité sur le territoire dont elles ont la responsabilité et doivent faire face au déploiement de formations illégales, composées de déserteurs et de vagabonds ; ces formations mettent en coupe réglée de vastes portions du territoire austro-hongrois.

### Négociations de dernière heure
Dans les jours qui suivent la défection bulgare, l'empereur Charles, résigné et sans illusion sur le sort de ses États depuis l'échec de ses dernières propositions de paix, tente de mener des négociations en vue d'associer les représentants de toutes les populations de l'Empire d'Autriche à une réforme de la double monarchie ; cependant, de l'aveu du Slovène Anton Korošec, ces propositions sont formulées trop tardivement pour permettre la survie de l'empire des Habsbourg. À cette fin, il convoque le 12 octobre 1918 des parlementaires autrichiens et les présidents du conseil autrichien, Max Hussarek von Heinlein et hongrois, Sándor Wekerle. L'empereur Charles leur expose ses projets de réforme de la double monarchie, devant aboutir à la mise en place d'un État fédéral, mais ses représentants se voient violemment pris à partie par les députés tchèques et slaves du Sud du Reichsrat de Vienne : ceux-ci se prononcent alors publiquement pour la fin du conflit et la disparition de la double monarchie. Parallèlement à ces rebuffades, le président du conseil hongrois se montre intransigeant, refuse les concessions promises, se livre même à un chantage, puis obtient que les projets de l'empereur-roi ne s'appliquent pas au royaume de Hongrie, les vidant de leur sens.
Ces négociations n'aboutissent qu'à semer le doute chez les soldats et les fonctionnaires, à mécontenter les parlementaires hongrois et pousser les représentants tchécoslovaques et serbo-croates à s'opposer à toute solution dans le cadre de la monarchie. Soutenus par Wilson, les représentants des nationalités rejettent le manifeste du 18 octobre, proposant la constitution d'une fédération États autonomes sous le sceptre Habsbourg : le jour même, les représentants tchèques et slovaques, constitués en comités nationaux depuis le mois de septembre 1918, font savoir leur intention de rompre l'ensemble des liens qui les rattachent à Vienne, puis proclament l'indépendance le 28 octobre, tandis que le conseil national yougoslave, indifférent aux dernières propositions de réforme de l'empereur-roi, appelle à une union de tous les Slaves du Sud dans un État indépendant, tandis que la diète du royaume de Croatie vote la rupture des liens avec le royaume de Hongrie le 29 octobre 1918, remettant en cause des liens multiséculaires et s'opposant ainsi aux velléités fédéralistes du monarque mises en œuvre lors des derniers jours de la double monarchie. Le surlendemain, 30 octobre, les Roumains d'Autriche-Hongrie forment un conseil national et demandent l’autodétermination de la Transylvanie et de la Bucovine.
Dans les jours qui suivent, des ministères sont constitués en Autriche et en Hongrie, investis par l'empereur et roi, mais sans autorité réelle, comme le constate le ministre autrichien des chemins de fer. Dans l'empire d'Autriche, le pouvoir impérial s'efface, n'opposant aucune résistance aux actions des représentants des minorités nationales. En Hongrie, la constitution du nouveau ministère n'empêche pas la constitution d'un gouvernement parallèle par Mihály Károlyi, qui dénonce les liens spécifiques entre les deux monarchies, sanctionnant une évolution en cours depuis plusieurs semaines, initiée par Sándor Wekerle, quelques semaines plus tôt. Par cet acte, Károlyi scelle la disparition de la monarchie des Habsbourg, selon le mot de l'un de ses plus fidèles serviteurs, Ottokar Czernin. L'investiture de Karolyi le 29 octobre est toutefois inopérante contre la montée des mécontentements, et le comte Istvan Tisza est assassiné.

### Les armistices
Faisant face aux échecs du mois de septembre, l'empereur tente de préparer une sortie du conflit pour la double monarchie en pleine dislocation.
Dès le 14 septembre 1918, il adresse aux membres de l'Entente une note contenant une offre de paix, refusée par les Alliés. Puis le 5 octobre, l'empereur demande que des officiers soient désignés en vue des négociations de suspension d'armes, avec Franchet D'Espèrey, tout en faisant savoir aux Alliés son souhait de négocier la fin du conflit et la pérennité de son empire sur la base des quatorze points.
Dans ce contexte, les diplomates et les militaires austro-hongrois en poste ou nouvellement nommés, signent, plus qu'ils ne négocient, les conditions de l'armistice avec les Alliés, à Villa Guisti.
En effet, les conditions ont été fixées par les Alliés dès le 31 octobre, soit deux jours après la demande d'armistice. La délégation austro-hongroise, informée des conditions de la suspension d'armes le 2 novembre 1918, le signe le 3 novembre, en dépit des hésitations de Charles, réservé sur certaines conditions, et qui a affirmé à Guillaume II son opposition à la traversée de l'Autriche par les armées alliées ; ces hésitations sont vite balayées par les responsables militaires. À la demande expresse de l'Italie, la suspension d'armes ne prend effet que le 4 novembre à 18 h.
Dans la journée qui suit la signature, l'armée italienne continue donc de mener une guerre contre un ennemi qui a déjà déposé les armes, faisant prisonniers l'équivalent de douze divisions. Dans le même temps, les unités austro-hongroises, engagées sur le front de l'Ouest sont toutes désengagées à l'initiative du commandement allemand, en accord avec le commandement austro-hongrois : planifié à partir du 29 octobre, ce retrait est amorcé à partir du 3 novembre.
Cependant, les clauses de l'armistice signé sur le front italien ne s'appliquent pas à la Hongrie, qui s'est déclarée indépendante, tout comme ses clauses laissent une grande liberté de manœuvre pour les unités remontant depuis la Serbie,. Ainsi, au terme d'opérations permettant l'occupation des troupes alliées de la Slavonie, de la Bosnie-Herzégovine et de la totalité du Banat, une suspension d'armes est signée entre la future république hongroise et les Alliés le 13 novembre.
Les conditions sont très dures et mentionnent la démobilisation de l'armée commune, l'évacuation de la Serbie et des territoires attribués à l'Italie par le pacte de Londres, ainsi que la possibilité pour les troupes alliées de traverser le territoire autrichien et d'occuper certaines régions de manière préventive.
De plus, la flotte de guerre austro-hongroise, encore maîtresse de l'Adriatique dans les derniers jours du conflit, doit être livrée aux Alliés.

### La dislocation de la double-monarchie
Durant les dernières semaines du conflit, les députés autrichiens non allemands se montrent de plus en plus hostiles à la monarchie. Par ailleurs, le 14 septembre 1918, le refus allié des propositions de paix austro-hongroises incite l'empereur-roi Charles à tenter une réforme radicale afin de sauvegarder son empire.
L'empereur propose alors la mise en place d'institutions fédérales aussi bien en Autriche qu'en Hongrie mais le refus des représentants représentants hongrois presque tous issus de la noblesse contraint l'empereur à retirer la Transleithanie du champ d'application des projets de réforme fédéraliste, ce qui remet en cause la crédibilité du projet.
Durant le mois d'octobre, les tentatives des responsables austro-hongrois de parvenir à une paix négociée se soldent toutes par des échecs : par exemple, le 18 octobre, le président américain Woodrow Wilson fait savoir qu'il ne considère pas la double monarchie comme un interlocuteur valable pour la restauration de la paix et le dixième de ses « 14 points » postule son remplacement par des états-nations.

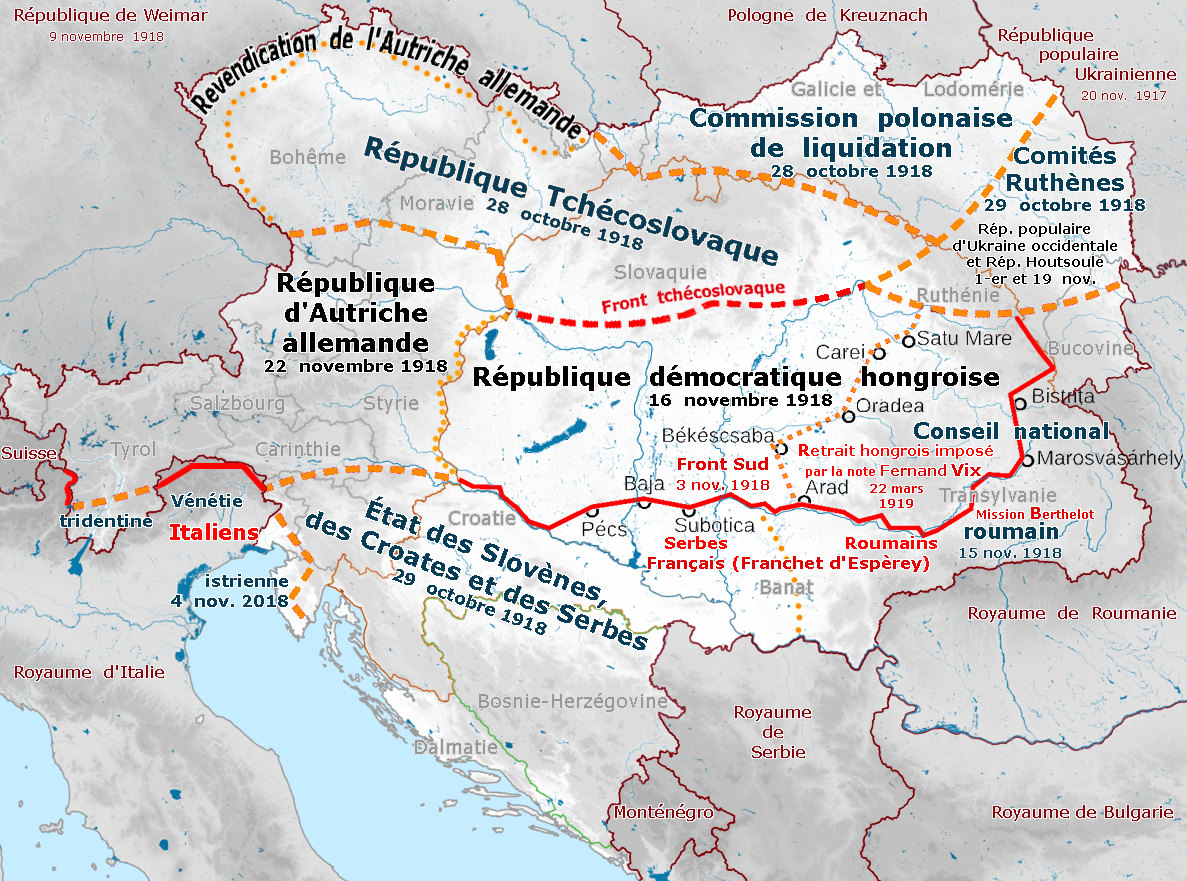
Dislocation de l'Autriche-Hongrie.

Une fois signé l'armistice de Villa Giusti signé le 3 novembre, les Tchèques, les Slovaques, les Polonais, les Ukrainiens, les Roumains bucoviniens et transylvains, les Serbes, Croates et Slovènes proclament leur émancipation, détachant de facto de vastes territoires de la double-monarchie. Du 3 au 8 novembre, les troupes serbes et roumaines, soutenues respectivement par l'armée Franchet d'Espèrey et par la Mission Berthelot, occupent, à l'appel des Comités nationaux serbes et/ou roumains de ces régions, la Bacska, le Banat, la Transylvanie et la Bucovine. Les Alliés considèrent que l'armistice de Villa Giusti ne concerne que l'Autriche et poursuivent leurs offensives contre la Hongrie jusqu'au 13 novembre, lorsque le royaume hongrois signe la convention de Belgrade avec Louis Franchet d'Espérey, commandant des troupes alliées qui avancent vers le nord depuis le front de Salonique. Les unités hongroises encore cantonnées en Bačka, au Banat et en Transylvanie reçoivent l'ordre de se replier au nord de la ligne d'armistice établie par la convention de Belgrade de la Drave aux sources de la rivière Maros/Mureș, en passant par Pécs et Szeged.
Le 16 novembre, les Magyars se détachent à leur tour de l'Empire en proclamant l'indépendance de la République démocratique hongroise. Au printemps suivant, le 22 mars 1919, sommées par une note de Fernand Vix, chef de la mission militaire de la Triple-Entente, les troupes hongroises doivent encore se retirer au nord-ouest de la Maros/Mureș, et évacuer le Körösvidék oriental (Crișana) et le massif du Bihor, aussitôt occupés à leur tour par les troupes franco-serbes et roumaines, ce qui entraîne la démission de Mihály Károlyi et de Dénes Berinkey.
En Slovaquie, les troupes hongroises doivent affronter les légions tchécoslovaques, tandis que les représentants slovaques au Parlement de Budapest, après avoir vainement revendiqué à l'automne 1918 une autonomie au sein du Royaume, finissent par se rallier au projet tchécoslovaque. À l'été 1919, la Hongrie devenue communiste reprend la guerre contre les Alliés, mais admet l'impossibilité de retrouver ses frontières de 1867 et soutient la création de la république slovaque des conseils tout tentant d'obtenir des tchécoslovaques qu'ils renoncent à Pozsony (Bratislava), à Kassa (Košice) et à une frontière sur le Danube. Les négociations échouent, une coalition se forme contre la Hongrie communiste, et celle-ci, vaincue, cède la place à une restauration de la république dite « bourgeoise », remplacée l'année suivante par une régence conservatrice.

### Les traités de paix
Les négociations préliminaires des traités de paix entre d'une part les deux États : république d'Autriche et la république de Hongrie, et d'autre part les puissances alliées, se déroulent en 1919 et 1920.
Chacun des deux États de l'ex-Autriche-Hongrie ayant rompu les liens avec l'autre, les deux nouveaux États signent avec les Alliés des traités de paix séparés : le Traité de Saint-Germain par les représentants autrichiens le 10 septembre 1919, et Traité de Trianon le 4 juin 1920 par les représentants hongrois.
Les frontières de la Hongrie sont l'objet d'âpres négociations : la délégation hongroise est conduite par Pál Teleki, un géographe nommé Premier ministre par le régent du royaume, Miklos Horthy. Téleki tente de limiter les cessions territoriales découlant des « quatorze points de Wilson » en soutenant la thèse, appuyée par une volumineuse documentation, de l'unité, comme condition de viabilité, de la plaine hongroise (qu'il appelle « pannonienne ») du point géomorphologique, historique, ethnique et économique.
Cependant, cet argumentaire minimise à tel point l'importance, l'ancienneté et la diversité des peuples non-magyars de la « Grande Hongrie », qu'il se heurte à l'inflexibilité des négociateurs alliés, déjà peu enclins à accorder aux « nations vaincues » le droit des peuples à disposer d'eux-mêmes : malgré des efforts de Teleki, le royaume de Hongrie perd lors de la signature du traité de paix les deux tiers de sa superficie, les trois quarts de sa population, tandis que près de trois millions de Magyars deviennent citoyens yougoslaves, tchécoslovaques, roumains ou autrichiens. La seule et unique concession que les Alliés de la Première Guerre mondiale feront aux Hongrois sera de ne pas s'opposer au protocole de Venise signé entre l'Autriche et la Hongrie le 13 octobre 1921, prévoyant un référendum à Sopron (ville attribuée à l'Autriche au traité de Trianon), qui se tint le 14 décembre 1922 et déboucha sur le retour de cette ville à la Hongrie.